# Elezioni politiche in Italia del 2013
Le elezioni politiche in Italia del 2013 per il rinnovo dei due rami del Parlamento italiano – la Camera dei deputati e il Senato della Repubblica – si tennero domenica 24 e lunedì 25 febbraio 2013 a seguito dello scioglimento anticipato delle Camere avvenuto il 22 dicembre 2012, quattro mesi prima della conclusione naturale della XVI legislatura. Le consultazioni elettorali furono regolamentate dalla legge Calderoli. Gli italiani aventi diritto di voto per la Camera dei Deputati erano 50 449 979 (26 088 170 donne e 24 361 809 uomini). I contrassegni elettorali definitivamente ammessi alle elezioni furono 184. Contestualmente alle elezioni politiche per il rinnovo del Parlamento, i cittadini di Lombardia, Lazio e Molise votarono anche nelle rispettive elezioni regionali.
Dai risultati elettorali emerse che nessuna delle coalizioni fu in grado di ottenere una vittoria netta, determinando un risultato senza precedenti nella storia delle elezioni politiche italiane, ampiamente commentato dalla stampa nazionale e internazionale.

## Sistema di voto
Le elezioni politiche del 2013 si tennero con il sistema introdotto dalla legge n. 270 del 21 dicembre 2005 (la cosiddetta "Legge Calderoli", definita anche Porcellum), che sostituì le precedenti leggi numeri 276 e 277 del 1993 (Mattarellum), introducendo un sistema radicalmente differente.
La legge prevede un sistema proporzionale corretto, a coalizione, con premio di maggioranza ed elezione di più parlamentari contemporaneamente in collegi estesi, senza possibilità di indicare preferenze. Sono previsti ambiti territoriali diversi per l'attribuzione del premio di maggioranza: l'intero territorio nazionale (esclusa la Valle d'Aosta) per la Camera dei deputati, la singola circoscrizione, coincidente con il territorio di una Regione, per il Senato della Repubblica (escluse Valle d'Aosta, Molise e Trentino Alto-Adige).
Per la Camera dei deputati, la legge prevede che la lista o coalizione di liste che ottiene la maggioranza dei voti ma che non consegue i 340 seggi, sia assegnataria di una quota ulteriore di seggi oltre quelli già ottenuti, in modo da raggiungere tale numero. I 12 seggi assegnati dalla Circoscrizione Estero e il seggio assegnato dalla Valle d'Aosta sono attribuiti secondo regole diverse: i relativi voti non sono calcolati per la determinazione della lista o coalizione di liste di maggioranza relativa.
Per il Senato della Repubblica, la legge prevede che la lista o coalizione di liste che ottiene la maggioranza dei voti nella Regione ma che non consegue il 55% dei seggi da questa assegnati, sia assegnataria di una quota ulteriore di seggi, in modo da raggiungere tale numero. I 6 seggi assegnati dalla Circoscrizione Estero, il seggio assegnato dalla Valle d'Aosta, i 2 seggi assegnati dal Molise e i 7 seggi assegnati dal Trentino-Alto Adige sono attribuiti secondo regole diverse.
La legge prevede l'obbligo, contestualmente alla presentazione dei simboli elettorali, per ciascuna forza politica di depositare il proprio programma e di indicare il proprio capo. Prevede inoltre la possibilità di apparentamento reciproco fra più liste, raggruppate così in coalizioni. Il programma e il capo della forza politica, in caso di coalizione, devono essere unici: in questo caso viene assunta la denominazione di Capo della coalizione. Egli tecnicamente non è candidato alla Presidenza del Consiglio dei ministri poiché la nomina a quell'incarico spetta al presidente della Repubblica.

### Circoscrizioni
Il territorio nazionale italiano venne suddiviso alla Camera dei deputati in 28 circoscrizioni plurinominali ed al Senato della Repubblica in 21 circoscrizioni plurinominali, corrispondenti alle regioni italiane.

#### Circoscrizioni della Camera dei deputati
Le circoscrizioni della Camera dei deputati furono le seguenti:
- Piemonte 1 (Torino);
- Piemonte 2 (Cuneo, Alessandria, Asti, Novara, Vercelli, Biella e Verbano-Cusio-Ossola);
- Lombardia 1 (Milano);
- Lombardia 2 (Bergamo, Brescia, Como, Sondrio, Varese e Lecco);
- Lombardia 3 (Pavia, Lodi, Cremona e Mantova);
- Trentino-Alto Adige;
- Veneto 1 (Padova, Verona, Vicenza e Rovigo);
- Veneto 2 (Venezia, Treviso e Belluno);
- Friuli-Venezia Giulia;
- Liguria;
- Emilia-Romagna;
- Toscana;
- Umbria;
- Marche;
- Lazio 1 (Roma);
- Lazio 2 (Latina, Frosinone, Viterbo e Rieti);
- Abruzzo;
- Molise;
- Campania 1 (Napoli);
- Campania 2 (Avellino, Benevento, Caserta e Salerno);
- Puglia;
- Basilicata;
- Calabria;
- Sicilia 1 (Palermo, Agrigento, Caltanissetta e Trapani);
- Sicilia 2 (Catania, Messina, Enna, Ragusa e Siracusa);
- Sardegna;
- Valle d'Aosta;
- Estero (a sua volta suddivisa nelle ripartizioni: Europa; America Meridionale; America Settentrionale e Centrale; Africa, Asia, Oceania ed Antartide).

#### Circoscrizioni del Senato della Repubblica
Le circoscrizioni del Senato della Repubblica furono invece le seguenti:
- Piemonte;
- Valle d'Aosta;
- Lombardia;
- Trentino-Alto Adige;
- Veneto;
- Friuli-Venezia Giulia;
- Liguria;
- Emilia-Romagna;
- Toscana;
- Umbria;
- Marche;
- Lazio;
- Abruzzo;
- Molise;
- Campania;
- Puglia;
- Basilicata;
- Calabria;
- Sicilia;
- Sardegna;
- Estero (a sua volta suddivisa nelle ripartizioni: Europa; America Meridionale; America Settentrionale e Centrale; Africa, Asia, Oceania ed Antartide).

## Quadro politico
Nel novembre 2011, in seguito alla crisi del debito sovrano europeo, il presidente del Consiglio Silvio Berlusconi si dimise dal suo incarico e fu sostituito dall'economista Mario Monti, che diede vita a un governo tecnico. Tra il 17 e il 18 novembre il governo Monti ottenne una larghissima fiducia nei due rami del Parlamento e in seguito promosse una serie di provvedimenti, definiti politiche di austerità, atte a comprimere la spesa pubblica e accrescere le entrate fiscali e che si proponevano di migliorare la competitività dell'economia italiana. Tali riforme, accolte con molte polemiche nell'opinione pubblica italiana, furono percepite positivamente nell'Unione europea e sui mercati finanziari e accrebbero la fiducia internazionale nell'Italia.
Nel dicembre del 2012, il Popolo della Libertà ritirò l'appoggio al governo e determinò così le dimissioni del presidente del Consiglio Monti. Il 22 dicembre 2012 il presidente della Repubblica Giorgio Napolitano sciolse le Camere con alcune settimane di anticipo rispetto alla fine naturale della XVI Legislatura.
Nonostante le sollecitazioni del Presidente della Repubblica, nel corso della legislatura il Parlamento non aveva modificato la legge Calderoli (il cosiddetto Porcellum), legge elettorale in vigore dal 31 dicembre 2005. Le uniche modifiche alla disciplina delle elezioni furono introdotte a dicembre e riguardarono la riduzione delle firme necessarie per la presentazione delle liste elettorali e l'introduzione di criteri di incandidabilità per i condannati in via definitiva a oltre 2 o 4 anni per diverse categorie di delitti non colposi.
Il 6 gennaio 2013 entrò in vigore il regolamento della par condicio per le reti televisive.

### Principali coalizioni e forze politiche
| Coalizione | Coalizione | Leader             | Foto |
| ---------- | --- | ------------------ | ---- |
|            | Italia. Bene Comune Coalizione composta da: Partito Democratico, Sinistra Ecologia Libertà, Centro Democratico, Il Megafono, Moderati, Partito Socialista Italiano, Südtiroler Volkspartei, Partito Autonomista Trentino Tirolese, Verdi del Sudtirolo e Autonomie Liberté Démocratie                               | Pier Luigi Bersani |      |
|            | Coalizione di centro-destra Coalizione composta da: Il Popolo della Libertà, Lega Nord-3L, Fratelli d'Italia - Centrodestra Nazionale, La Destra, Partito Pensionati, Grande Sud, Movimento per le Autonomie, Cantiere Popolare, Moderati in Rivoluzione, Intesa Popolare, Liberi per una Italia Equa e Basta Tasse | Silvio Berlusconi  |      |
|            | Movimento 5 Stelle | Beppe Grillo       |      |
|            | Con Monti per l'Italia Coalizione composta da: Scelta Civica, Unione di Centro, Futuro e Libertà e Movimento Associativo Italiani all'Estero | Mario Monti        |      |
|            | Rivoluzione Civile Lista elettorale composta da: Italia dei Valori, Rifondazione Comunista, Comunisti Italiani, Verdi, Azione Civile, La Rete 2018, Nuovo Partito D'Azione e Movimento Arancione | Antonio Ingroia    |      |
|            | Fare per Fermare il Declino | Oscar Giannino     |      |

## Coalizioni e forze politiche

### Italia. Bene Comune

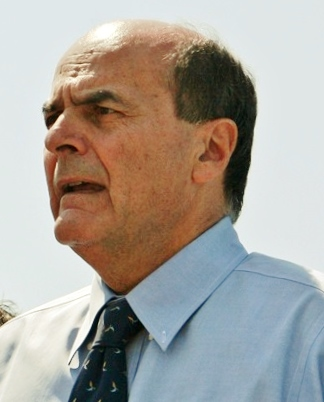
Pier Luigi Bersani, segretario del PD dal 2009 al 2013, e leader di Italia. Bene Comune

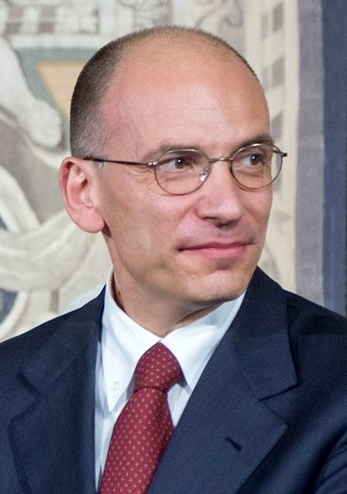
Enrico Letta, vicesegretario del PD e Presidente del Consiglio da aprile 2013

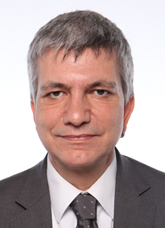
Nichi Vendola, presidente di SEL

La coalizione di centro-sinistra, detta Italia. Bene Comune, fu presentata il 13 ottobre 2012 con la firma di una carta d'intenti da parte del segretario del PD Pier Luigi Bersani, del presidente di Sinistra Ecologia Libertà Nichi Vendola e dal segretario del Partito Socialista Italiano Riccardo Nencini.
Il "capo della coalizione" fu designato mediante elezioni primarie a doppio turno, aperte ai cittadini italiani, anche non iscritti ai partiti che le indissero. I candidati Bersani, Vendola e inoltre Matteo Renzi e Laura Puppato, ambedue esponenti del PD, e Bruno Tabacci, in quel momento esponente di Alleanza per l'Italia, presero parte al primo turno, il 25 novembre. Il ballottaggio del 2 dicembre indicò come capo della coalizione Pier Luigi Bersani, che prevalso su Renzi con il 60,9% dei voti. Per sopperire alla mancanza del voto di preferenza nel sistema elettorale, il 29 e 30 dicembre i due maggiori partiti della coalizione, PD e SEL, svolsero ulteriori primarie per determinare la gran parte dei componenti delle liste elettorali. Alcuni candidati furono comunque decisi dalle segreterie dei due partiti.
La coalizione Italia. Bene Comune partecipava alle elezioni con le liste del Partito Democratico (comprendente alcuni candidati del Partito Socialista Italiano), di Sinistra Ecologia Libertà (che in Trentino-Alto Adige includeva i candidati dei Verdi sudtirolesi) e del Centro Democratico.
Facevano parte della coalizione anche altre liste, presentate solo in alcune circoscrizioni del Senato:
- il Partito Socialista Italiano, in Lazio, Campania e Calabria;[35]
- Il Megafono - Lista Crocetta, legato al presidente della regione Rosario Crocetta, in Sicilia;[36][37]
- i Moderati, in Lombardia e Sicilia.[38]

In Trentino-Alto Adige il Südtiroler Volkspartei e il Partito Autonomista Trentino Tirolese si presentarono alla Camera con un'unica lista all'interno della coalizione di centro-sinistra. In Valle d'Aosta, invece, la coalizione di centro-sinistra si presentò sia alla Camera sia al Senato con la sola lista Per la Valle d'Aosta - Autonomie Liberté Démocratie.

### Coalizione di centro-destra

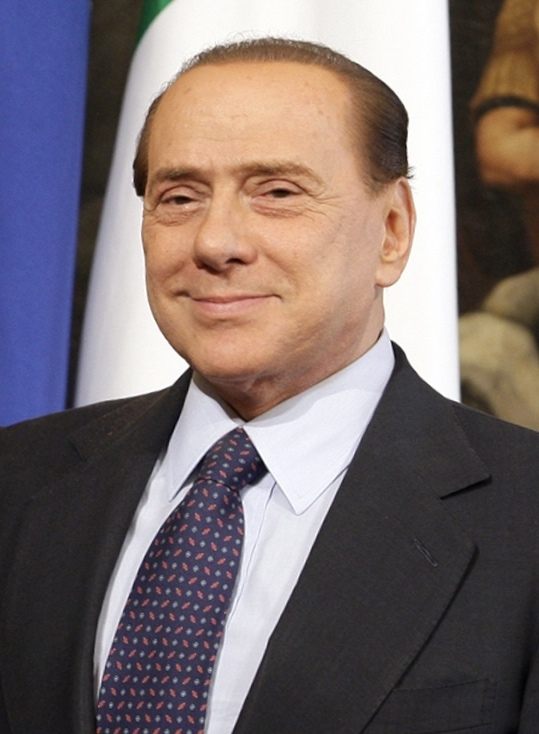
Silvio Berlusconi, presidente del PdL e leader della Coalizione di centro-destra

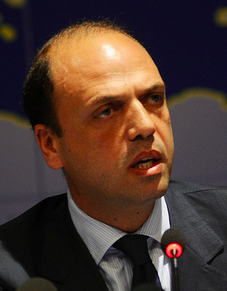
Angelino Alfano, segretario del PdL e Vicepresidente del Consiglio da aprile 2013

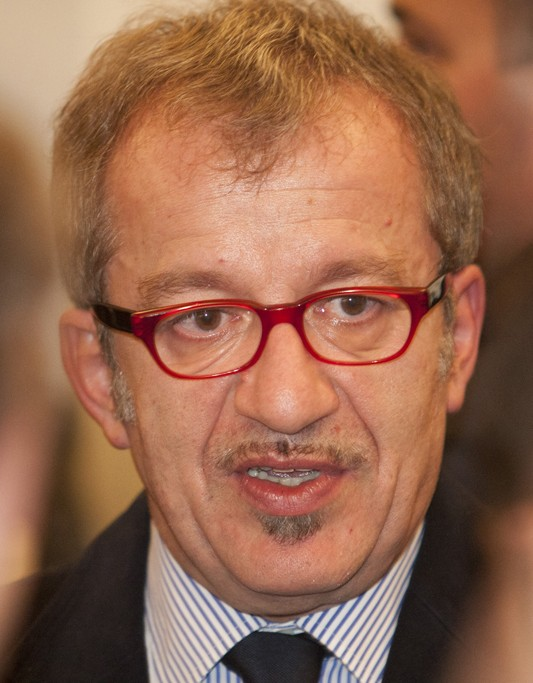
Roberto Maroni, segretario della Lega Nord dal luglio 2012

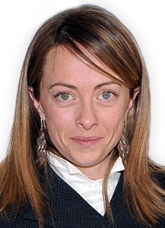
Giorgia Meloni, leader di FdI

Il 6 dicembre 2012, in concomitanza con l'uscita dalla maggioranza di governo del Popolo della Libertà, che avrebbe portato alle dimissioni del governo Monti, Silvio Berlusconi annunciò la sua "ridiscesa in campo". Il partito annullò così le primarie per la scelta del leader, indette il precedente 24 ottobre. Il 20 dicembre, i deputati del PdL Ignazio La Russa, Giorgia Meloni e Guido Crosetto lasciarono il partito per fondare Fratelli d'Italia - Centrodestra Nazionale, dichiarando che la nuova formazione politica sarebbe stata comunque alleata del PdL alle imminenti elezioni.
Il 7 gennaio fu ufficializzato l'accordo con la Lega Nord, che riportava in auge l'alleanza politica vincitrice delle elezioni del 2008 e interrotta durante il governo Monti. La Lega aveva a lungo rifiutato l'accordo, arrivando a fine dicembre a dichiarare la volontà di presentarsi autonoma alle elezioni con la candidatura a premier di Flavio Tosi. Quale capo della coalizione fu indicato Silvio Berlusconi, che aveva tuttavia dichiarato di non essere interessato al ruolo di premier ma a quello di ministro dell'Economia e che, a nome del solo PdL, designò quale eventuale presidente del Consiglio il segretario politico Angelino Alfano. Il segretario della Lega Roberto Maroni propose per lo stesso ruolo l'ex ministro dell'Economia Giulio Tremonti.
La coalizione di centro-destra era composta dal Popolo della Libertà, dalla Lega Nord (che formava un'unica lista con il movimento "3L - Lista Lavoro e Libertà" di Giulio Tremonti), da Fratelli d'Italia - Centrodestra Nazionale e da La Destra.
Facevano parte della coalizione anche altre liste, presenti solo in alcune circoscrizioni:
- Moderati in Rivoluzione (MIR) di Gianpiero Samorì, presente alla Camera in 21 circoscrizioni (tranne che in Liguria, Lombardia 3, Veneto 2, Abruzzo e Molise) e al Senato in 15 regioni (Piemonte, Lombardia, Veneto, Emilia Romagna, Toscana, Umbria, Marche, Lazio, Molise, Campania, Puglia, Basilicata, Calabria, Sicilia, Sardegna)[51][52][53];
- Grande Sud (che alla Camera formava un'unica lista con il MpA)[54], presente in 14 circoscrizioni alla Camera (Lombardia 3, Friuli-Venezia Giulia, Emilia-Romagna, Umbria, Lazio 1, Abruzzo, Campania 1, Campania 2, Puglia, Basilicata, Calabria, Sicilia 1, Sicilia 2, Sardegna) e in sei regioni al Senato (Abruzzo, Campania, Basilicata, Puglia, Sicilia, Sardegna);
- Intesa Popolare, presente alla Camera in 12 circoscrizioni (Lombardia 1, Emilia Romagna, Umbria, Lazio 1, Lazio 2, Abruzzo, Molise, Campania 1, Campania 2, Puglia, Basilicata, Calabria) e in otto regioni al Senato (Umbria, Lazio, Abruzzo, Molise, Campania, Puglia, Basilicata, Calabria)[55][56][57];
- Partito Pensionati, presente alla Camera in sei circoscrizioni (Piemonte 1, Veneto 1, Campania 1, Campania 2, Puglia e Sardegna) e in sei regioni al Senato (Piemonte, Lombardia, Veneto, Campania, Puglia e Sardegna)[58][59][60][61][62][63][64][65];
- Partito dei Siciliani-MpA, presente con una propria lista solo in Sicilia al Senato[66][67], mentre alla Camera formava una lista unica con Grande Sud;
- Cantiere Popolare, presente in Sicilia al Senato[66][68];
- Liberi per una Italia Equa, presente in Campania alla Camera nella circoscrizione Campania I e al Senato[69][70];
- Basta Tasse, presente al Senato in Lombardia e in Sardegna[71][72].

### Movimento 5 Stelle

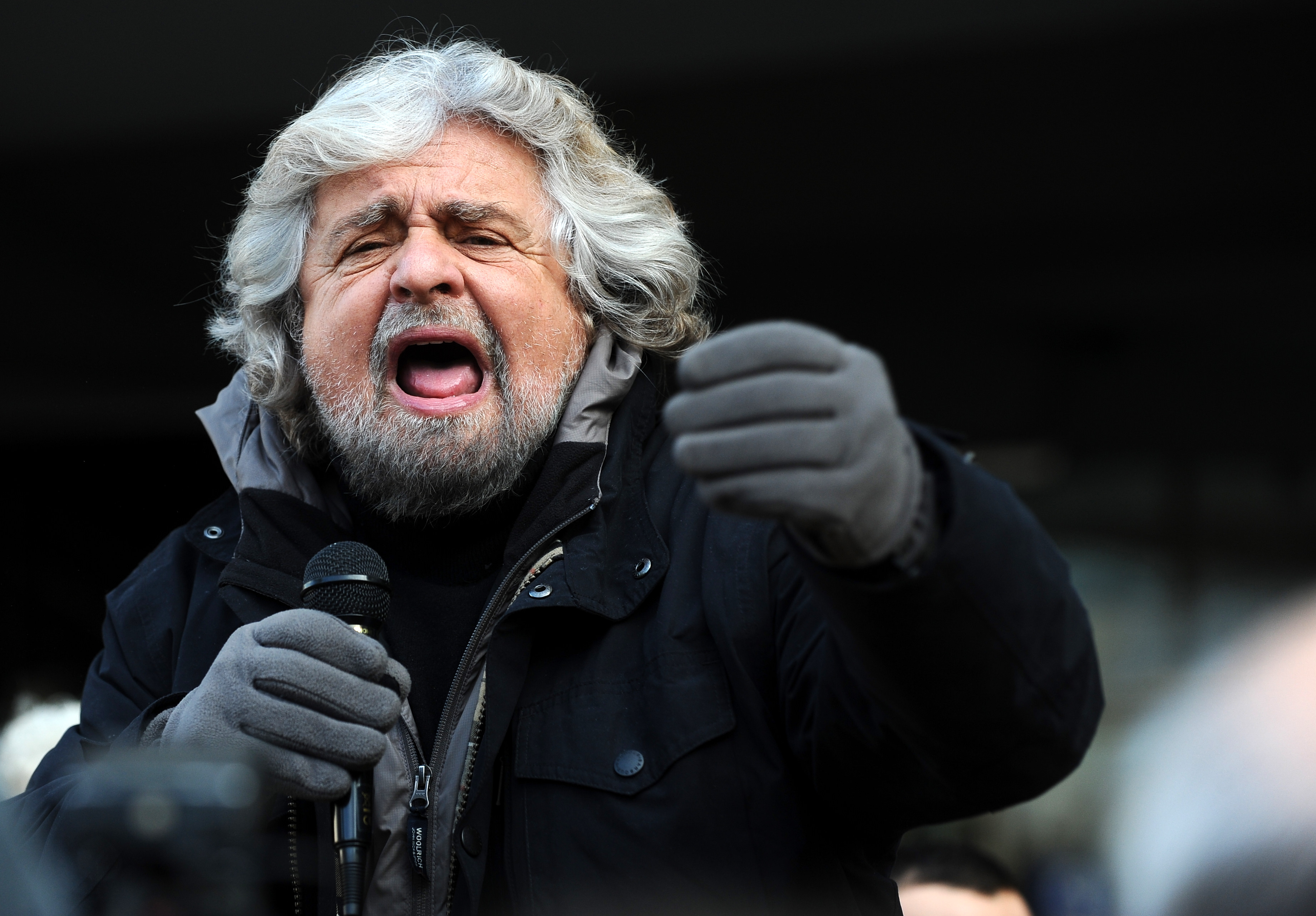
Beppe Grillo, leader del Movimento 5 Stelle

Prese parte per la prima volta alle elezioni politiche il Movimento 5 Stelle, che aveva annunciato il 28 giugno 2012 la candidatura senza apparentamenti alle elezioni politiche. Capo della forza politica era il suo fondatore Beppe Grillo.
Il 29 ottobre Beppe Grillo formalizzò chi può far parte delle liste del Movimento 5 Stelle per le elezioni politiche, limitando la possibilità di concorrere ai soli aderenti al movimento, senza condanne pendenti, già candidatisi in elezioni precedenti e risultati non eletti. Tutti i candidati furono poi individuati mediante le cosiddette "parlamentarie", consultazioni primarie annunciate il 30 novembre e tenute online dal 3 al 6 dicembre con la partecipazione di 20 252 iscritti al movimento.

### Con Monti per l'Italia

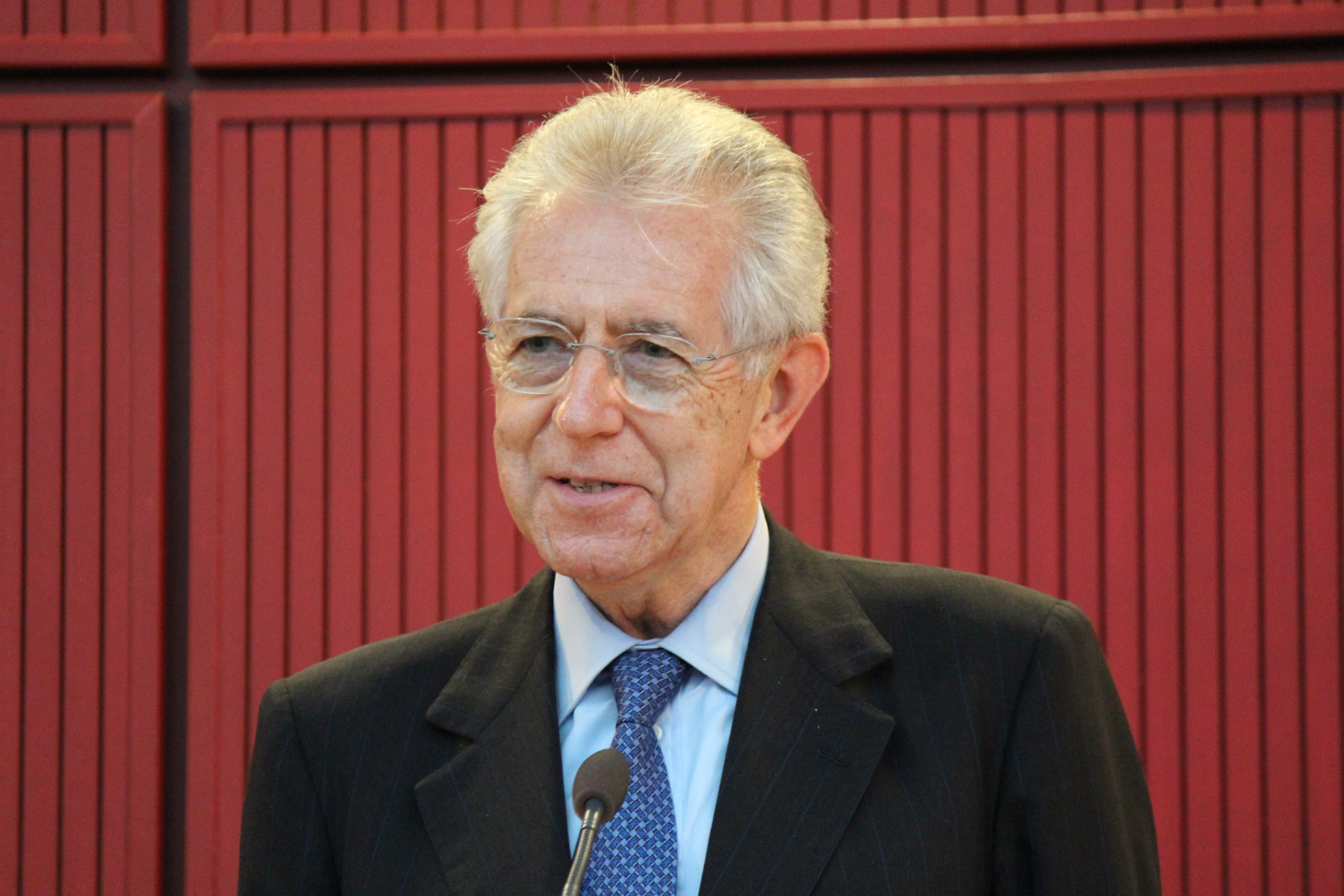
Mario Monti, presidente di Scelta Civica, leader della coalizione Con Monti per l'Italia e Presidente del Consiglio dal 2011 al 2013

Anche il premier uscente Mario Monti il 25 dicembre annunciò il suo ingresso in politica, a capo di una nuova coalizione a suo nome, Con Monti per l'Italia. Il suo progetto fu sostenuto da due partiti, l'Unione di Centro e Futuro e Libertà per l'Italia, e da una serie di movimenti e associazioni, tra i quali Italia Futura di Luca Cordero di Montezemolo. Il 4 gennaio 2013 fu presentata la lista Scelta Civica che si presentò alle elezioni in coalizione con le liste dell'Unione di Centro e di Futuro e Libertà per l'Italia alla Camera; al Senato invece la coalizione partecipò con una lista unica denominata Con Monti per l'Italia.

### Rivoluzione Civile

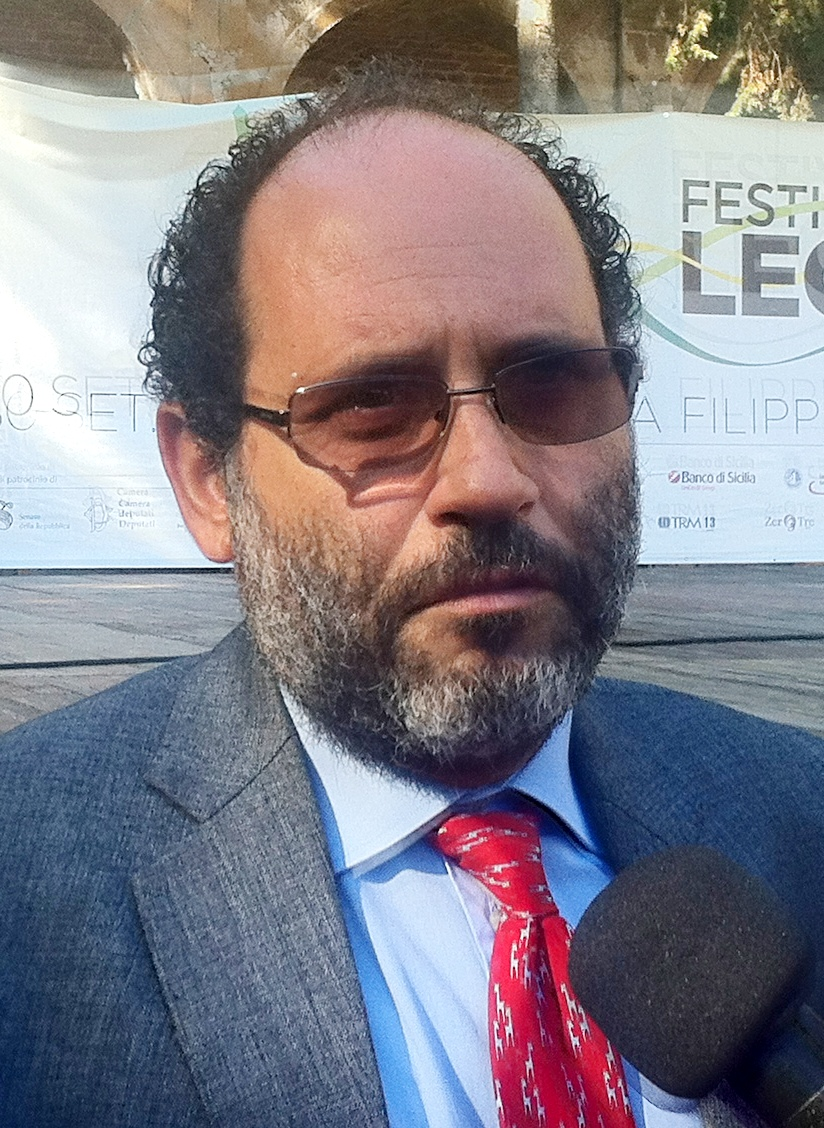
Antonio Ingroia, presidente di Rivoluzione Civile

Il 17 dicembre 2012 Antonio Ingroia, Luigi De Magistris, Orazio Licandro (PdCI) e Leoluca Orlando (IdV/La Rete 2018) lanciarono il manifesto Io ci sto, una piattaforma programmatica in 10 punti da presentare al PD per entrare nell'alleanza di centrosinistra.
Fallita ogni trattativa col centrosinistra, il 29 dicembre i promotori di Io ci sto proseguirono autonomamente e lanciarono il cartello Rivoluzione Civile, al quale aderirono subito oltre a Italia dei Valori, Comunisti Italiani e Movimento Arancione, anche Rifondazione Comunista. Ingroia in particolare annunciò la sua intenzione definitiva di candidarsi come leader della lista e ne svelò il simbolo. Il 5 gennaio 2013 anche la Federazione dei Verdi aderì alla coalizione.
Il 21 aderì anche il Nuovo Partito d'Azione. Inizialmente la lista era sostenuta anche da altri movimenti (ALBA, Partito Pirata, Cambiare si può, Popolo Viola e Agende Rosse di Salvatore Borsellino). La delusione su una serie di aspettative disattese portò a metà gennaio il Popolo Viola a dissociarsi. Il 22 gennaio Borsellino non nascose la delusione per le liste, ma anche la simpatia per Ingroia.. Il 30 gennaio ALBA non si associò a Rivoluzione Civile. A pochi giorni dal termine delle elezioni sia il Movimento Arancione di Luigi de Magistris che il Nuovo Partito d'Azione abbandonarono Rivoluzione Civile.

### Fare per Fermare il Declino

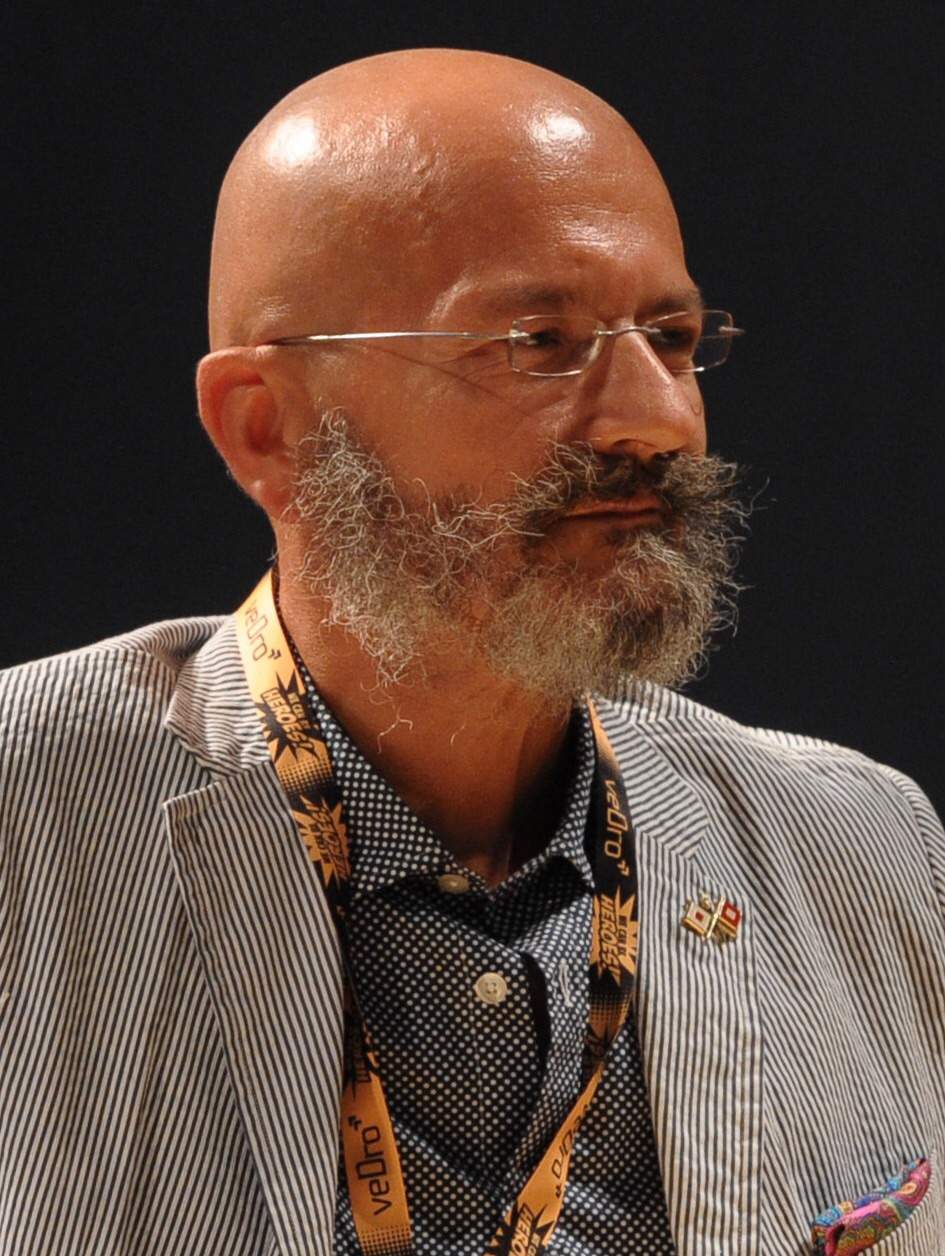
Oscar Giannino, presidente di Fare per Fermare il Declino

Il 28 luglio 2012, su iniziativa di alcuni economisti quali i professori Luigi Zingales, Michele Boldrin, Sandro Brusco, Andrea Moro e altri intellettuali come Alessandro De Nicola, Carlo Stagnaro e Oscar Giannino, viene pubblicato a pagamento su alcuni quotidiani nazionali un manifesto programmatico di ispirazione prevalentemente liberista, fortemente critico verso l'intera classe politica nazionale. Da esso, viste le adesioni raccolte via Internet, nacque e si strutturò in poche settimane il nuovo movimento politico Fermare il Declino.
A seguito del rifiuto di far proprio il manifesto da parte di soggetti politici preesistenti quali Italia Futura (che confluì poi nella coalizione di centro), l'8 dicembre 2012 il movimento decise di fondare autonomamente un nuovo partito politico, Fare per Fermare il Declino, che vide alla sua guida come leader e candidato premier il giornalista economico Oscar Giannino. Esso raccolse in poche settimane le firme necessarie per presentare le proprie liste, senza parlamentari uscenti, per entrambe le Camere, in tutte le circoscrizioni nazionali e alcune estere. Il partito si presentò da solo, senza alcuna alleanza e con l'intenzione dichiarata di non stringerne, ma di decidere la propria posizione sui singoli provvedimenti in Parlamento.
Il 18 febbraio uno dei promotori, Luigi Zingales, lasciò polemicamente il movimento accusando il leader di millantare un master mai preso nell'università dove insegnava, la Booth School of Business di Chicago, e di non aver provveduto a rettificare il suo curriculum presente in rete; solo in seguito Giannino spiegò che nella città americana aveva solo studiato inglese e che quel curriculum era sbagliato. Due giorni più tardi, Oscar Giannino si dimise irrevocabilmente dalla presidenza di Fare, pur rimanendo candidato premier a causa dell'impossibilità, data la legge elettorale, di ritirare la propria candidatura. In varie interviste televisive, Giannino promise di mettere il proprio seggio a disposizione del partito se eletto. L'avvocato Silvia Enrico assunse la carica di coordinatrice nazionale per condurre il partito al congresso da svolgersi dopo le elezioni.

### Altri schieramenti
I Radicali Italiani, dopo essersi presentati nelle elezioni del 2006 e del 2008 nelle liste di centrosinistra, corsero con una loro lista denominata Amnistia Giustizia Libertà non apparentata ad altre forze politiche e presente in diverse circoscrizioni. Capo della forza politica era indicato in Marco Pannella.
Per la prima volta si presentarono alle elezioni politiche i Riformisti Italiani (che candidarono a premier Stefania Craxi), la lista Io Amo l'Italia (che candidò a premier l'ex parlamentare europeo Magdi Allam).
Nelle varie circoscrizioni erano inoltre presenti quattro liste di orientamento comunista (Partito Comunista dei Lavoratori, Partito Comunista Marxista-Leninista, Partito di Alternativa Comunista e Partito Comunista) e quattro liste di orientamento neofascista (Forza Nuova, CasaPound Italia, Fiamma Tricolore e Rifondazione Missina Italiana).
In Lombardia si presentò una lista denominata I Pirati a seguito di un'ordinanza emessa del Tribunale di Milano sull'utilizzo del nome Partito Pirata e del relativo simbolo in favore del preesistente Partito Pirata, il quale non fu presente a queste elezioni.

## Campagna elettorale

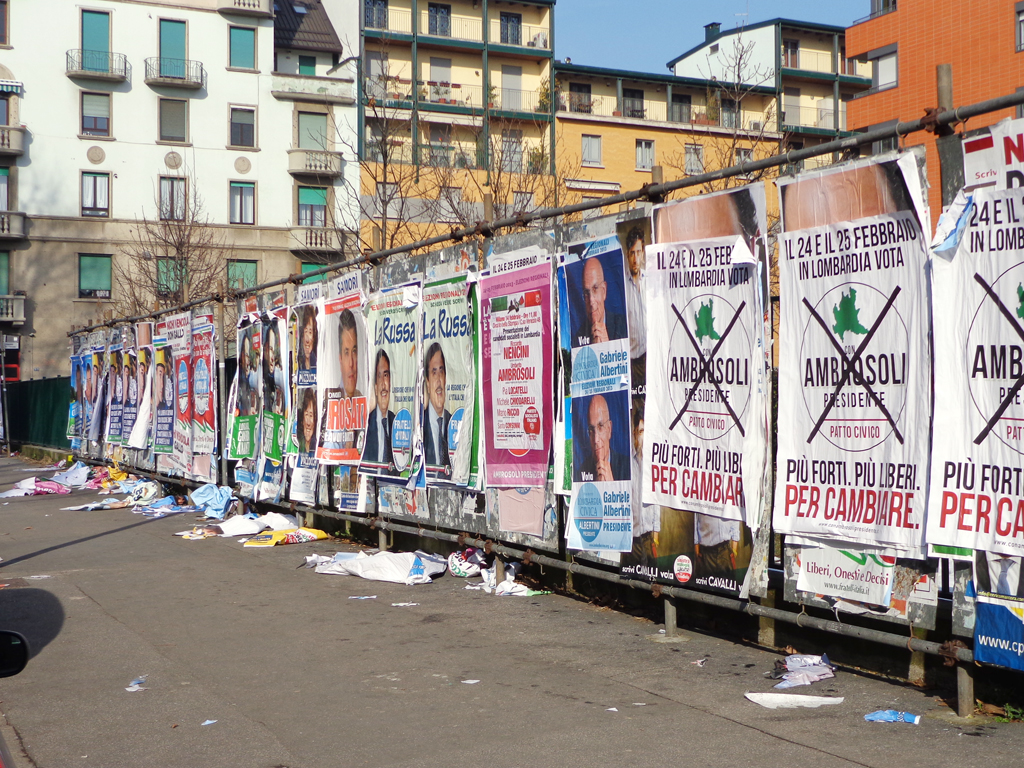
Propaganda elettorale a Milano

La campagna elettorale vide come protagonisti i leader delle principali coalizioni: Pier Luigi Bersani, Silvio Berlusconi, Mario Monti e Beppe Grillo.
Beppe Grillo, leader del Movimento 5 Stelle, organizzò la sua campagna elettorale principalmente in manifestazioni di piazza in tutta Italia, da lui denominate Tsunami Tour, nelle quali arringava le folle proponendosi come movimento innovatore volto a contrastare i partiti politici tradizionali, proponendo l'abolizione del finanziamento pubblico dei partiti, l'abbattimento delle tasse ai cittadini, l'uscita dell'Italia dalla Zona euro e l'allontanamento dalle politiche di austerità imposte dall'Unione europea. Su espresso ordine di Grillo, nessun esponente del Movimento 5 Stelle si presentò a confronti televisivi fra politici, e non vennero mai rilasciate interviste a giornali italiani ma solo alla stampa estera.
Bersani, leader della coalizione denominata Italia. Bene Comune, cominciò la sua campagna elettorale a Bettola, suo comune di nascita, intraprendendo un percorso che si proponeva come una diretta alternativa alla coalizione avversaria, capeggiata da Berlusconi e formata essenzialmente dal PdL e dalla Lega Nord, la quale, secondo Bersani, era responsabile dei danni all'economia e al lavoro che cominciarono ad investire l'Italia dal 2011, appunto, periodo in cui il Cavaliere era alla presidenza del consiglio. Bersani puntò molto sul fatto di essere ampiamente in vantaggio nei sondaggi rispetto al Popolo della Libertà, che in quel momento, nel settembre 2012, si trovava senza il leader Berlusconi, e non aveva un personaggio con grande carisma da ribaltare i sondaggi e riconquistare la fiducia che il partito aveva ricevuto dall'elettorato nelle elezioni politiche del 2008.
Berlusconi, a dicembre 2012, annunciò l'intenzione di guidare la coalizione, iniziando a intraprendere una campagna elettorale che criticò duramente le politiche del governo Monti dell'ultimo anno, criticando l'innalzamento delle tasse ai danni dei cittadini italiani. Presentando il suo programma, propose la coalizione di centro-destra come alternativa sia a Monti, che a Italia. Bene Comune e al movimento di Beppe Grillo. Secondo alcuni sondaggi, Berlusconi in poche settimane raggiunse il 28% delle preferenze, distaccato di un solo punto percentuale in favore della coalizione capeggiata da Bersani.
La coalizione guidata da Monti comprendeva l'UdC di Pier Ferdinando Casini e il FLI di Gianfranco Fini, oltre che la lista Scelta Civica fondata da Monti stesso. La coalizione si propose come forza politica alternativa ai due grandi schieramenti creando un programma di coalizione basato sulla continuazione dell'esperienza politica del proprio governo.
All'interno della coalizione guidata da Berlusconi, la Lega Nord in Lombardia, nelle elezioni del 24 e il 25 febbraio per il consiglio regionale ottenne il miglior risultato eleggendo un proprio presidente regionale; in quelle elezioni, il candidato e leader del Carroccio, Roberto Maroni, con il 42% delle preferenze sconfisse il candidato del PD, Umberto Ambrosoli.

## Sondaggi pre-voto
Elenco dei sondaggi di gennaio 2013.
| Istituto                                                      | Data            | Movimento 5 Stelle (Beppe Grillo) | Rivoluzione Civile (Antonio Ingroia) | Italia. Bene Comune (Pier Luigi Bersani) | Con Monti per l'Italia (Mario Monti) | Coalizione di centro-destra (Silvio Berlusconi) | Altri |
| ------------------------------------------------------------- | --------------- | --------------------------------- | ------------------------------------ | ---------------------------------------- | ------------------------------------ | ----------------------------------------------- | ----- |
| SWG.                                                          | 25 gennaio 2013 | 17,2                              | 5,4                                  | 34,1                                     | 12,8                                 | 26,6                                            | 3,9   |
| Tecnè.                                                        | 22 gennaio 2013 | 14,5                              | 4,7                                  | 34,8                                     | 15,1                                 | 27,6                                            | 3,3   |
| Tecnè.                                                        | 21 gennaio 2013 | 14,2                              | 4,6                                  | 35,5                                     | 15,2                                 | 27                                              | 3,5   |
| SWG.                                                          | 18 gennaio 2013 | 16,8                              | 5,4                                  | 33                                       | 13,7                                 | 27,2                                            | 3,9   |
| Tecnè.                                                        | 16 gennaio 2013 | 13,6                              | 4,5                                  | 36,9                                     | 15,3                                 | 26                                              | 3,7   |
| Datamonitor.                                                  | 14 gennaio 2013 | 12,8                              | 4,7                                  | 38,0                                     | 13,0                                 | 28,3                                            | 3,2   |
| EMG Srl.                                                      | 14 gennaio 2013 | 12,1                              | 5,2                                  | 37,4                                     | 14,8                                 | 27,9                                            | 2,6   |
| Tecnè.                                                        | 13 gennaio 2013 | 14,3                              | 4,3                                  | 37,8                                     | 14,5                                 | 26,0                                            | 3,1   |
| Tecnè.                                                        | 11 gennaio 2013 | 14,4                              | 4,0                                  | 39,5                                     | 15,1                                 | 24,6                                            | 2,4   |
| SWG.                                                          | 11 gennaio 2013 | 15,9                              | 4,5                                  | 34,9                                     | 13,8                                 | 25,3                                            | 5,6   |
| Euromedia (archiviato dall'url originale il 12 gennaio 2013). | 10 gennaio 2013 | 12,3                              | 4,4                                  | 38,5                                     | 10,5                                 | 30,7                                            | 3,6   |
| Tecnè.                                                        | 10 gennaio 2013 | 14,0                              | 4,4                                  | 39,3                                     | 15,2                                 | 24,5                                            | 2,6   |
| Tecnè.                                                        | 9 gennaio 2013  | 14,1                              | 3,7                                  | 40,3                                     | 15,1                                 | 24,3                                            | 2,5   |
| ISPO.                                                         | 9 gennaio 2013  | 13,2                              | 4,0                                  | 38,0                                     | 15,1                                 | 26,7                                            | 3,0   |
| Lorien.                                                       | 9 gennaio 2013  | 13,4                              | 4,3                                  | 37,0                                     | 14,6                                 | 26,8                                            | 3,9   |
| Piepoli.                                                      | 8 gennaio 2013  | 10,0                              | 4,0                                  | 41,0                                     | 14,0                                 | 29,0                                            | 2,0   |
| Tecnè.                                                        | 8 gennaio 2013  | 14,4                              | 4,1                                  | 39,6                                     | 15,1                                 | 24,6                                            | 2,2   |
| Ipsos.                                                        | 8 gennaio 2013  | 12,5                              | 5,5                                  | 38,8                                     | 17,6                                 | 21,7                                            | 3,9   |
| IPR.                                                          | 8 gennaio 2013  | 13,0                              | 2,0                                  | 38,0                                     | 16,0                                 | 27,0                                            | 4,0   |
| Tecnè.                                                        | 6 gennaio 2013  | 15,7                              | 3,4                                  | 39,9                                     | 14,3                                 | 24,8                                            | 1,9   |
| ISPO.                                                         | 6 gennaio 2013  | 13,5                              | 2,5                                  | 39,5                                     | 14,0                                 | 27,5                                            | 3,0   |
| SP (archiviato dall'url originale il 10 gennaio 2013).        | 6 gennaio 2013  | 13,0                              | 5,7                                  | 33,0                                     | 13,1                                 | 27,6                                            | 7,6   |
| Tecnè (archiviato dall'url originale il 7 gennaio 2013).      | 4 gennaio 2013  | 16,4                              | 3,8                                  | 40,4                                     | 12,4                                 | 25,3                                            | 1,7   |
| Tecnè (archiviato dall'url originale il 7 gennaio 2013).      | 3 gennaio 2013  | 16,3                              | 3,7                                  | 40,3                                     | 12,0                                 | 25,8                                            | 1,9   |
| Tecnè (archiviato dall'url originale il 5 gennaio 2013).      | 2 gennaio 2013  | 16,0                              | 3,8                                  | 40,9                                     | 12,0                                 | 25,4                                            | 1,9   |
| Piepoli (archiviato dall'url originale il 5 gennaio 2013).    | 1º gennaio 2013 | 11,0                              | 5,0                                  | 42,0                                     | 12,0                                 | 28,0                                            | 2,0   |
|                                                               |                 | Movimento 5 Stelle (Beppe Grillo) | Rivoluzione Civile (Antonio Ingroia) | Italia. Bene Comune (Pier Luigi Bersani) | Con Monti per l'Italia (Mario Monti) | Coalizione di centro-destra (Silvio Berlusconi) | Altri |

Questi sono gli exit poll effettuati all'uscita delle urne.
| Istituto                                                           | Data             | Movimento 5 Stelle (Beppe Grillo) | Rivoluzione Civile (Antonio Ingroia) | Italia. Bene Comune (Pier Luigi Bersani) | Con Monti per l'Italia (Mario Monti) | Coalizione di centro-destra (Silvio Berlusconi) | Altri |
| ------------------------------------------------------------------ | ---------------- | --------------------------------- | ------------------------------------ | ---------------------------------------- | ------------------------------------ | ----------------------------------------------- | ----- |
| Piepoli Rai (archiviato dall'url originale il 1º giugno 2013).     | 25 febbraio 2013 | 19-21                             | 2-3                                  | 36-38                                    | 7-9                                  | 30-32                                           | –     |
| Tecne Sky TG 24 (archiviato dall'url originale il 1º giugno 2013). | 25 febbraio 2013 | 19                                | 3,5                                  | 34,5                                     | 9,5                                  | 29                                              | –     |
|                                                                    |                  | Movimento 5 Stelle (Beppe Grillo) | Rivoluzione Civile (Antonio Ingroia) | Italia. Bene Comune (Pier Luigi Bersani) | Con Monti per l'Italia (Mario Monti) | Coalizione di centro-destra (Silvio Berlusconi) | Altri |

La coalizione favorita era Italia. Bene Comune, che secondo tutti i sondaggi era quella destinata a ottenere il premio di maggioranza con un buon margine di voti. Al Senato, invece, molti nutrivano dubbi sul fatto che potesse ottenere autonomamente la quota 158, ma che questo sarebbe stato possibile in caso dell'appoggio all'esecutivo da parte dell'area capeggiata da Mario Monti. Gli exit poll degli istituti Tecne e Piepoli, invece, mostrarono che anche al Senato Bersani avrebbe potuto guidare un governo monocolore (in particolare Tecne, che le assegnava 163 senatori). Le prime proiezioni su dati reali, al contrario, mostrarono un centro-destra vincente in molte regioni chiave, che portarono contro le previsioni la coalizione di Silvio Berlusconi ad avere la maggioranza relativa dei seggi nelle circoscrizioni italiane. Benché ottenesse il premio alla Camera come previsto, Italia. Bene Comune lo fece con un risultato assai inferiore a quanto avevano predetto gli exit poll e i sondaggi precedenti.
Come detto, a destra una legge elettorale maggioritaria su base regionale al Senato consentì a PdL e alleati l'elezione di un numero maggiore di senatori del previsto (uno in più del centro-sinistra escludendo l'estero) e anche se i sondaggi hanno mediamente fotografato bene l'intera coalizione, lo svantaggio dal principale avversario fu minore delle attese a causa del calo del Partito Democratico. Anche alla Camera dei deputati, visto il progressivo recupero delle liste al sostegno di Silvio Berlusconi di sezione in sezione, si arrivò alle ultime schede da scrutinare con l'incertezza di chi sarebbe stato il beneficiario del premio di maggioranza, nonostante in questo ramo del Parlamento i sondaggi all'uscita delle urne vedessero un centro-sinistra davanti di circa 5 punti.
Degna di nota è la forte sottovalutazione del Movimento 5 Stelle di Beppe Grillo, che ottenne 4-6 punti percentuali in più di ciò che gli assegnavano i sondaggi all'uscita delle urne. Quel 25,6% gli consentì di essere il secondo partito più votato nelle circoscrizioni italiane alla Camera dei deputati (primo, se escluso il voto estero), mentre dai sondaggi pre-voto era considerato terzo. Piccola sottovalutazione da segnalare anche sulla coalizione centrista guidata da Scelta Civica, che negli exit poll era valutata tra il 7 e il 9%, mentre ottenne il 10,5%. Nonostante ciò, la lista non fu in grado di formare un governo con il centrosinistra perché i senatori delle due coalizioni non erano sufficienti.
La lista di sinistra Rivoluzione Civile fu da alcuni sondaggisti valutata al di sopra della soglia di sbarramento per l'elezione di alcuni dei suoi candidati alla Camera dei deputati, mentre al Senato le uniche due regioni in cui inizialmente avrebbe potuto superare la soglia di sbarramento dell'8% sembravano Sicilia e Campania. All'uscita delle urne invece fu valutata tra il 2% e il 3% o al 3,5%, lontana dalla possibilità di eleggere deputati, ed improbabile sull'elezione di senatori, come confermato dai dati reali.

## Risultati
I risultati delle elezioni politiche furono diffusi, a titolo provvisorio, dal Ministero dell'interno, man mano che le prefetture ricevevano i verbali delle sezioni elettorali. I risultati definitivi, salvo reclami esaminati dalla giunte per le elezioni della Camera dei deputati e del Senato della Repubblica, furono forniti dalla Commissione elettorale centrale istituita presso la Suprema Corte di Cassazione. A seguito della proclamazione dei risultati nazionali, le singole commissioni elettorali circoscrizionali proclamarono i candidati eletti. La composizione del plenum di entrambe le assemblee legislative nella XVII Legislatura, tuttavia, fu definita solo dopo che i parlamentari eletti in più circoscrizioni decisero per quale seggio optare lasciando che i primi dei non eletti nelle altre circoscrizioni accedessero in loro vece in Parlamento.

### Camera dei deputati
|                   |                                           |                                            |                                           |                     |                     |                     |               |               |               |         |        |        |              |      |
| Coalizione        | Coalizione                                | Partito                                    | Partito                                   | Italia (19 regioni) | Italia (19 regioni) | Italia (19 regioni) | Valle d'Aosta | Valle d'Aosta | Valle d'Aosta | Estero  | Estero | Estero | Totale seggi | +/–  |
| Coalizione        | Coalizione                                | Partito                                    | Partito                                   | Voti                | %                   | Seggi               | Voti          | %             | Seggi         | Voti    | %      | Seggi  | Totale seggi | +/–  |
|                   | Italia. Bene Comune                       |                                            | Partito Democratico                       | 8 646 034           | 25,43               | 292                 | N.D.          | N.D.          | 0             | 287 975 | 29,30  | 5      | 297          | +80  |
|                   | Italia. Bene Comune                       | Sinistra Ecologia Libertà                  | 1 089 231                                 | 3,20                | 37                  | N.D.                | N.D.          | 0             | 17 434        | 1,77    | 0      | 37     | –            |      |
|                   | Italia. Bene Comune                       | Centro Democratico                         | 167 328                                   | 0,49                | 6                   | N.D.                | N.D.          | 0             | N.D.          | N.D.    | 0      | 6      | –            |      |
|                   | Italia. Bene Comune                       | Südtiroler Volkspartei                     | 146 800                                   | 0,43                | 5                   | N.D.                | N.D.          | 0             | N.D.          | N.D.    | 0      | 5      | +3           |      |
|                   | Italia. Bene Comune                       | Autonomie Liberté Démocratie               | N.D.                                      | N.D.                | 0                   | 14 340              | 19,80         | 0             | N.D.          | N.D.    | 0      | 0      | −1           |      |
| Totale coalizione | Totale coalizione                         | 10 049 393                                 | 29,55                                     | 340                 | 14 340              | 19,80               | 0             | 305 467       | 31,10         | 5       | 345    | +82    |              |      |
|                   | Coalizione di centro-destra               |                                            | Il Popolo della Libertà                   | 7 332 134           | 21,56               | 97                  | N.D.          | N.D.          | 0             | 145 751 | 14,83  | 1      | 98           | −178 |
|                   | Coalizione di centro-destra               | Lega Nord                                  | 1 390 534                                 | 4,09                | 18                  | 2 384               | 3,29          | 0             | N.D.          | N.D.    | 0      | 18     | −42          |      |
|                   | Coalizione di centro-destra               | Fratelli d'Italia - Centrodestra Nazionale | 666 765                                   | 1,96                | 9                   | 3 051               | 4,21          | 0             | N.D.          | N.D.    | 0      | 9      | –            |      |
|                   | Coalizione di centro-destra               | Altri di centro-destra                     | 534 167                                   | 1,58                | 0                   | N.D.                | N.D.          | 0             | N.D.          | N.D.    | 0      | 0      | −8           |      |
| Totale coalizione | Totale coalizione                         | 9 923 600                                  | 29,18                                     | 124                 | 5 435               | 7,50                | 0             | 145 751       | 14,83         | 1       | 125    | −219   |              |      |
|                   | Movimento 5 Stelle                        | Movimento 5 Stelle                         | Movimento 5 Stelle                        | 8 691 406           | 25,56               | 108                 | 13 403        | 18,50         | 0             | 95 173  | 9,68   | 1      | 109          | –    |
|                   | Con Monti per l'Italia                    |                                            | Scelta Civica                             | 2 823 842           | 8,30                | 37                  | N.D.          | N.D.          | 0             | 181 041 | 18,42  | 2      | 38           | –    |
|                   | Con Monti per l'Italia                    | Unione di Centro                           | 608 321                                   | 1,79                | 8                   | 1 355               | 1,87          | 0             | 8             | 181 041 | 18,42  | 2      | −28          |      |
|                   | Con Monti per l'Italia                    | Futuro e Libertà per l'Italia              | 159 378                                   | 0,47                | 0                   | N.D.                | N.D.          | 0             | 1             | 181 041 | 18,42  | 2      | –            |      |
| Totale coalizione | Totale coalizione                         | 3 591 541                                  | 10,56                                     | 45                  | 1.355               | 1,87                | 0             | 181 041       | 18,42         | 2       | 47     | −28    |              |      |
|                   | Rivoluzione Civile                        | Rivoluzione Civile                         | Rivoluzione Civile                        | 765 189             | 2,25                | 0                   | N.D.          | N.D.          | 0             | 15 910  | 1,63   | 0      | 0            | −29  |
|                   | Fare per Fermare il Declino               | Fare per Fermare il Declino                | Fare per Fermare il Declino               | 380 044             | 1,12                | 0                   | 748           | 1,03          | 0             | 10 160  | 1,04   | 0      | 0            | –    |
|                   | Vallée d'Aoste (UV-SA-FA)                 | Vallée d'Aoste (UV-SA-FA)                  | Vallée d'Aoste (UV-SA-FA)                 | N.D.                | N.D.                | 0                   | 18 376        | 25,37         | 1             | N.D.    | N.D.   | 0      | 1            | +1   |
|                   | Movimento Associativo Italiani all'Estero | Movimento Associativo Italiani all'Estero  | Movimento Associativo Italiani all'Estero | N.D.                | N.D.                | 0                   | N.D.          | N.D.          | 0             | 140 868 | 14,33  | 2      | 2            | +1   |
|                   | Unione Sudamericana Emigrati Italiani     | Unione Sudamericana Emigrati Italiani      | Unione Sudamericana Emigrati Italiani     | N.D.                | N.D.                | 0                   | N.D.          | N.D.          | 0             | 43 918  | 4,47   | 1      | 1            | –    |
|                   | Altre liste                               | Altre liste                                | Altre liste                               | 599 582             | 1,78                | 0                   | 18 779        | 25,93         | 0             | 44 754  | 4,53   | 0      | 0            | ±0   |
| Totale            | Totale                                    | Totale                                     | Totale                                    | 34 005 755          | 100,00              | 617                 | 72 436        | 100,00        | 1             | 982 327 | 100,00 | 12     | 630          | –    |

#### Italia (19 regioni)

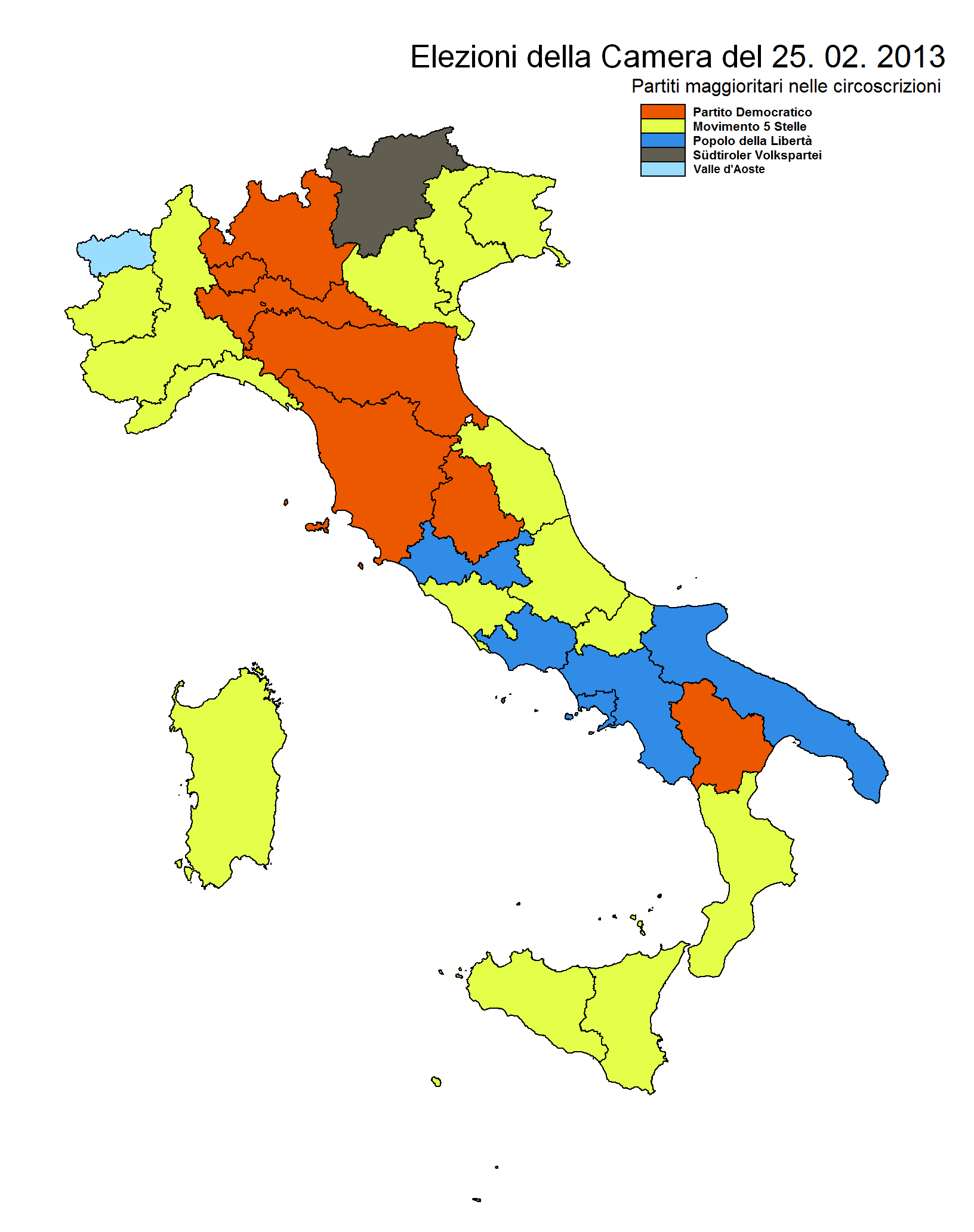
Partiti maggioritari nelle singole circoscrizioni elettorali.

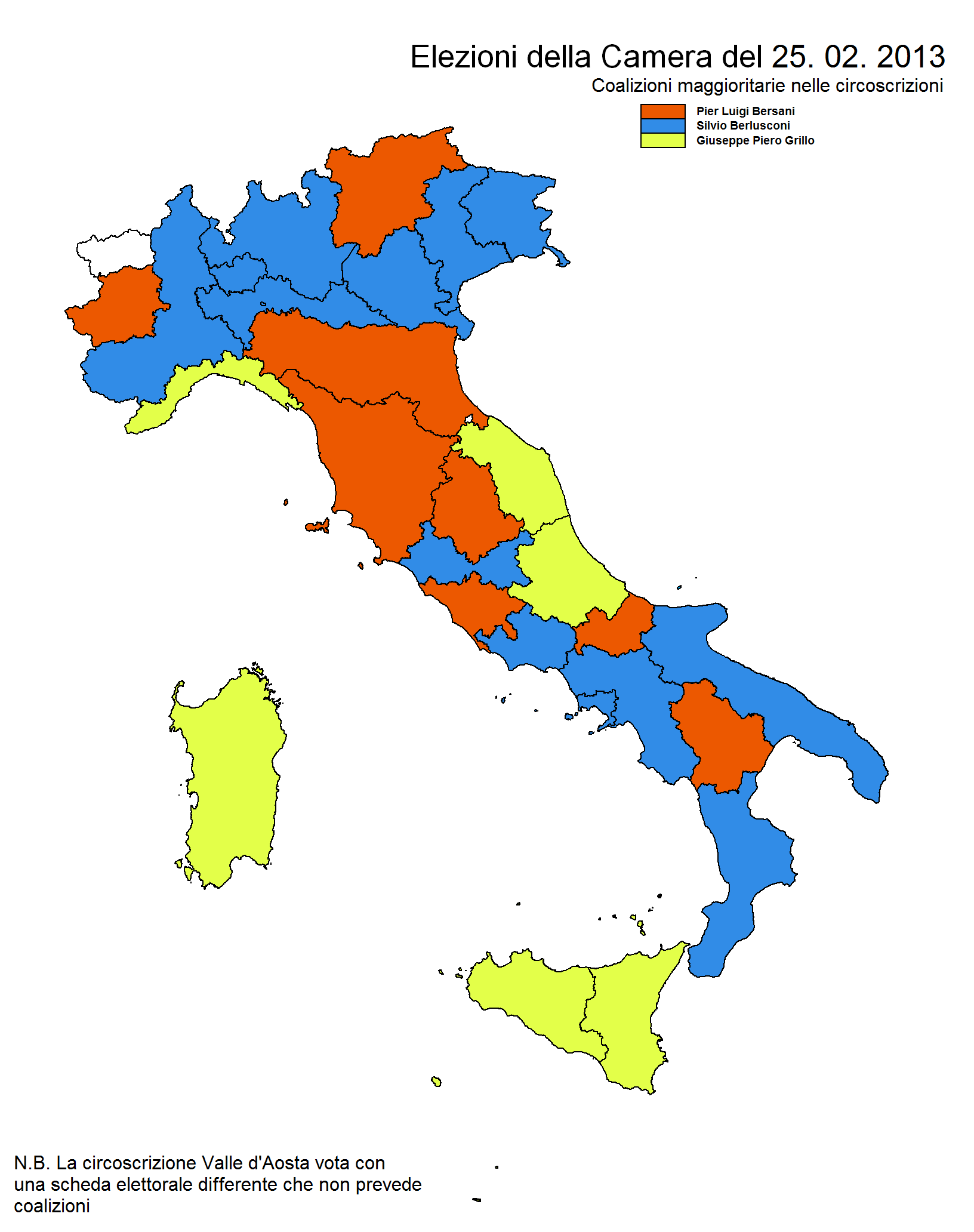
Coalizioni maggioritarie nelle singole circoscrizioni elettorali

|                   | Numero  | (%) sui votanti |
| ----------------- | ------- | --------------- |
| Schede bianche    | 395 285 | 1,12%           |
| Schede nulle      | 872 541 | 2,47%           |
| Schede contestate | 1 191   | 0,00%           |

| Leader                                           | Leader                | Lista  | Voti       | %      | Seggi   | Differenza (%) | / |
| ------------------------------------------------ | --------------------- | ------ | ---------- | ------ | ------- | -------------- | - |
|                                                  | Pier Luigi Bersani    |        |            |        |         |                |   |
| Partito Democratico (PD)                         | 8.646.034             | 25,43  | 292        | 7,76   | 81      |                |   |
| Sinistra Ecologia Libertà (SEL)                  | 1.089.231             | 3,20   | 37         | -      | -       |                |   |
| Centro Democratico (CD)                          | 167.328               | 0,49   | 6          | -      | -       |                |   |
| Südtiroler Volkspartei (SVP)                     | 146.800               | 0,43   | 5          | 0,02   | 3       |                |   |
| Totale coalizione                                | 10.049.393            | 29,55  | 340        | 8,00   | 101     |                |   |
|                                                  | Silvio Berlusconi     |        |            |        |         |                |   |
| Il Popolo della Libertà (PdL)                    | 7.332.134             | 21,56  | 97         | 15,81  | 175     |                |   |
| Lega Nord (LN)                                   | 1.390.534             | 4,09   | 18         | 4,21   | 42      |                |   |
| Fratelli d'Italia - Centrodestra Nazionale (FdI) | 666.765               | 1,96   | 9          | -      | -       |                |   |
| La Destra (LD)                                   | 219.585               | 0,65   | 0          | 1,78   | Stabile |                |   |
| Grande Sud - MPA (GS-MPA)                        | 148.248               | 0,44   | 0          | 0,69   | 8       |                |   |
| Moderati in Rivoluzione (MIR)                    | 82.557                | 0,24   | 0          | -      | -       |                |   |
| Partito Pensionati (PP)                          | 54.418                | 0,16   | 0          | -      | -       |                |   |
| Altri di centro-destra                           | 29.359                | 0,09   | 0          | -      | -       |                |   |
| Totale coalizione                                | 9.923.600             | 29,18  | 124        | 17,63  | 216     |                |   |
|                                                  | Beppe Grillo          |        |            |        |         |                |   |
| Movimento 5 Stelle (M5S)                         | 8.691.406             | 25,56  | 108        | -      | -       |                |   |
|                                                  | Mario Monti           |        |            |        |         |                |   |
| Scelta Civica (SC)                               | 2.823.842             | 8,30   | 37         | -      | -       |                |   |
| Unione di Centro (UdC)                           | 608.321               | 1,79   | 8          | 3,83   | 28      |                |   |
| Futuro e Libertà per l'Italia (FLI)              | 159.378               | 0,47   | 0          | -      | -       |                |   |
| Totale coalizione                                | 3.591.541             | 10,56  | 45         | -      | -       |                |   |
|                                                  | Antonio Ingroia       |        |            |        |         |                |   |
| Rivoluzione Civile (RC)                          | 765.189               | 2,25   | 0          | -      | -       |                |   |
|                                                  | Oscar Giannino        |        |            |        |         |                |   |
| Fare per Fermare il Declino (FFD)                | 380.044               | 1,12   | 0          | -      | -       |                |   |
|                                                  | Roberto Fiore         |        |            |        |         |                |   |
| Forza Nuova (FN)                                 | 90.047                | 0,26   | 0          | 0,04   | Stabile |                |   |
|                                                  | Marco Ferrando        |        |            |        |         |                |   |
| Partito Comunista dei Lavoratori (PCL)           | 89.643                | 0,26   | 0          | 0,29   | Stabile |                |   |
|                                                  | Marco Pannella        |        |            |        |         |                |   |
| Lista Amnistia Giustizia Libertà (AGL)           | 65.022                | 0,19   | 0          | -      | -       |                |   |
|                                                  | Ulli Mair             |        |            |        |         |                |   |
| Die Freiheitlichen (DF)                          | 48.317                | 0,14   | 0          | 0,06   | Stabile |                |   |
|                                                  | Simone Di Stefano     |        |            |        |         |                |   |
| CasaPound Italia (CPI)                           | 47.911                | 0,14   | 0          | -      | -       |                |   |
|                                                  | Luca Romagnoli        |        |            |        |         |                |   |
| Fiamma Tricolore (FT)                            | 44.408                | 0,13   | 0          | -      | -       |                |   |
|                                                  | Magdi Cristiano Allam |        |            |        |         |                |   |
| Io Amo l'Italia                                  | 42.603                | 0,13   | 0          | -      | -       |                |   |
|                                                  | Altri                 |        |            |        |         |                |   |
| Altre liste                                      | 176.631               | 0,52   | 0          | -      | -       |                |   |
| Totale                                           | Totale                | Totale | 34.005.755 | 100,00 | 617     |                |   |

#### Valle d'Aosta
|                   | Numero | (%) sui votanti |
| ----------------- | ------ | --------------- |
| Schede bianche    | 1 685  | 2,18%           |
| Schede nulle      | 3 035  | 3,93%           |
| Schede contestate | 13     | 0,01%           |

| Candidato | Candidato                    | Lista                                                     | Voti   | %      | Seggi |
| --------- | ---------------------------- | --------------------------------------------------------- | ------ | ------ | ----- |
|           | Rudi Marguerettaz            | Vallée d'Aoste (UV-SA-FA)                                 | 18.376 | 25,37  | 1     |
|           | Laurent Viérin               | Union Valdôtaine Progressiste (UVP)                       | 18.191 | 25,11  | 0     |
|           | Jean-Pierre Guichardaz       | Per la Valle d'Aosta - Autonomie Liberté Démocratie (ALD) | 14.340 | 19,80  | 0     |
|           | Roberto Ugo Massimo Cognetta | Movimento 5 Stelle (M5S)                                  | 13.403 | 18,50  | 0     |
|           | Giorgia Meloni               | Fratelli d'Italia - Centrodestra Nazionale (FdI-CN)       | 3.051  | 4,21   | 0     |
|           | Nicoletta Spelgatti          | Lega Nord-3L (LN-3L)                                      | 2.384  | 3,29   | 0     |
|           | Lucia Bringhen               | Unione di Centro (UdC)                                    | 1.355  | 1,87   | 0     |
|           | Fabrizio Buillet             | Fare per Fermare il Declino (FFD)                         | 748    | 1,03   | 0     |
|           | Andrea Ladu                  | CasaPound Italia (CPI)                                    | 443    | 0,61   | 0     |
|           | Eros Campion                 | Nation Val d'Outa (NVO)                                   | 145    | 0,20   | 0     |
| Totale    | Totale                       | Totale                                                    | 72.436 | 100,00 | 1     |

#### Estero
|                   | Numero  | (%) sui votanti |
| ----------------- | ------- | --------------- |
| Schede bianche    | 16 456  | 1,49%           |
| Schede nulle      | 102 760 | 9,31%           |
| Schede contestate | 2 446   | 0,25%           |

| Lista  | Lista                                            | Voti    | %      | Seggi |
| ------ | ------------------------------------------------ | ------- | ------ | ----- |
|        | Partito Democratico (PD)                         | 288.092 | 29,33  | 5     |
|        | Con Monti per l'Italia (CMI)                     | 180.674 | 18,39  | 2     |
|        | Il Popolo della Libertà (PdL)                    | 145.824 | 14,84  | 1     |
|        | Movimento Associativo Italiani all'Estero (MAIE) | 140.473 | 14,30  | 2     |
|        | Movimento 5 Stelle (M5S)                         | 95.041  | 9,68   | 1     |
|        | Unione Sudamericana Emigrati Italiani (USEI)     | 44.024  | 4,48   | 1     |
|        | Italiani per la Libertà (IpL)                    | 22.321  | 2,27   | 0     |
|        | Sinistra Ecologia Libertà (SEL)                  | 17.375  | 1,77   | 0     |
|        | Rivoluzione Civile (RC)                          | 15.910  | 1,63   | 0     |
|        | Unione degli Italiani per il Sudamerica (UIS)    | 11.470  | 1,17   | 0     |
|        | Fare per Fermare il Declino (FFD)                | 10.160  | 1,04   | 0     |
|        | Partito Comunista (PC)                           | 7.073   | 0,72   | 0     |
|        | Insieme per gli Italiani (IpI)                   | 3.890   | 0,40   | 0     |
| Totale | Totale                                           | 982.327 | 100,00 | 12    |

### Senato della Repubblica
|                   |                                           |                                           |                                           |                     |                     |                     |               |               |               |                     |                     |                     |         |        |        |              |     |
| Coalizione        | Coalizione                                | Partito                                   | Partito                                   | Italia (18 regioni) | Italia (18 regioni) | Italia (18 regioni) | Valle d'Aosta | Valle d'Aosta | Valle d'Aosta | Trentino-Alto Adige | Trentino-Alto Adige | Trentino-Alto Adige | Estero  | Estero | Estero | Totale seggi | +/– |
| Coalizione        | Coalizione                                | Partito                                   | Partito                                   | Voti                | %                   | Seggi               | Voti          | %             | Seggi         | Voti                | %                   | Seggi               | Voti    | %      | Seggi  | Totale seggi | +/– |
|                   | Italia. Bene Comune                       |                                           | Partito Democratico                       | 8.400.255           | 27,43               | 105                 | N.D.          | N.D.          | 0             | 281.217             | 50,60               | 6                   | 274.732 | 30,70  | 4      | 111          | −7  |
|                   | Italia. Bene Comune                       | Sinistra Ecologia Libertà                 | 912.374                                   | 2,97                | 7                   | N.D.                | N.D.          | 0             | N.D.          | 281.217             | 50,60               | 6                   | N.D.    | 0      | 7      | –            |     |
|                   | Italia. Bene Comune                       | Il Megafono - Lista Crocetta              | 138.581                                   | 0,45                | 1                   | N.D.                | N.D.          | 0             | N.D.          | 281.217             | 50,60               | 6                   | N.D.    | 0      | 1      | –            |     |
|                   | Italia. Bene Comune                       | SVP - PATT - UpT                          | N.D.                                      | N.D.                | 0                   | N.D.                | N.D.          | 0             | N.D.          | 281.217             | 50,60               | 6                   | N.D.    | 0      | 4      | ±0           |     |
|                   | Italia. Bene Comune                       | Altri di centro-sinistra                  | 235.421                                   | 0,75                | 0                   | 20.430              | 30,75         | 0             | N.D.          | 281.217             | 50,60               | 6                   | N.D.    | 0      | 0      | ±0           |     |
| Totale coalizione | Totale coalizione                         | 9.686.471                                 | 31,63                                     | 113                 | 20.430              | 30,75               | 0             | 281.217       | 50,60         | 6                   | 274.732             | 30,70               | 4       | 123    | –      |              |     |
|                   | Coalizione di centro-destra               |                                           | Il Popolo della Libertà                   | 6.829.373           | 22,30               | 98                  | N.D.          | N.D.          | 0             | 85.298              | 15,65               | 1                   | 136.052 | 15,20  | 0      | 98           | −49 |
|                   | Coalizione di centro-destra               | Lega Nord-3L                              | 1.328.555                                 | 4,33                | 17                  | 2.608               | 3,92          | 0             | N.D.          | 85.298              | 15,65               | 1                   | N.D.    | 0      | 18     | −7           |     |
|                   | Coalizione di centro-destra               | Fratelli d'Italia                         | 590.083                                   | 1,92                | 0                   | N.D.                | N.D.          | 0             | 2.365         | 0,43                | 0                   | N.D.                | N.D.    | 0      | 0      | –            |     |
|                   | Coalizione di centro-destra               | Grande Sud                                | 122.100                                   | 0,39                | 1                   | N.D.                | N.D.          | 0             | N.D.          | N.D.                | 0                   | N.D.                | N.D.    | 0      | 1      | –            |     |
|                   | Coalizione di centro-destra               | Altri di centro-destra                    | 535.569                                   | 1,72                | 0                   | 2.014               | 3,03          | 0             | 4.595         | 0,83                | 0                   | N.D.                | N.D.    | 0      | 0      | –            |     |
| Totale coalizione | Totale coalizione                         | 9.405.894                                 | 30,72                                     | 116                 | 4.622               | 6,95                | 0             | 92.258        | 16,91         | 1                   | 136.052             | 15,19               | 0       | 117    | −57    |              |     |
|                   | Movimento 5 Stelle                        | Movimento 5 Stelle                        | Movimento 5 Stelle                        | 7.285.850           | 23,79               | 54                  | 13.760        | 20,71         | 0             | 82.499              | 15,14               | 0                   | 89.562  | 10,10  | 0      | 54           | –   |
|                   | Con Monti per l'Italia                    |                                           | Scelta Civica                             | 2.797.486           | 9,13                | 18                  | N.D.          | N.D.          | 0             | 6.646               | 1,39                | 0                   | 177.402 | 19,80  | 1      | 15           | –   |
|                   | Con Monti per l'Italia                    | Unione di Centro                          | 1.594                                     | 2.797.486           | 9,13                | 18                  | 2,39          | 0             | 2             | 6.646               | 1,39                | 0                   | 177.402 | 19,80  | 1      | −1           |     |
|                   | Con Monti per l'Italia                    | Futuro e Libertà per l'Italia             | N.D.                                      | 2.797.486           | 9,13                | 18                  | N.D.          | 0             | 2             | 6.646               | 1,39                | 0                   | 177.402 | 19,80  | 1      | –            |     |
| Totale coalizione | Totale coalizione                         | 2.797.486                                 | 9,13                                      | 18                  | 1.594               | 2,39                | 0             | 6.646         | 1,39          | 0                   | 177.402             | 19,80               | 1       | 19     | –      |              |     |
|                   | Rivoluzione Civile                        | Rivoluzione Civile                        | Rivoluzione Civile                        | 549.995             | 1,79                | 0                   | N.D.          | N.D.          | 0             | 11.262              | 2,06                | 0                   | 14.134  | 1,57   | 0      | 0            | −14 |
|                   | Fare per Fermare il Declino               | Fare per Fermare il Declino               | Fare per Fermare il Declino               | 278.396             | 0,90                | 0                   | 814           | 1,22          | 0             | 8.796               | 1,61                | 0                   | 7.892   | 0,88   | 0      | 0            | –   |
|                   | Vallée d'Aoste (UV-SA-FA)                 | Vallée d'Aoste (UV-SA-FA)                 | Vallée d'Aoste (UV-SA-FA)                 | N.D.                | N.D.                | 0                   | 24.609        | 37,03         | 1             | N.D.                | N.D.                | 0                   | N.D.    | N.D.   | 0      | 1            | ±0  |
|                   | Movimento Associativo Italiani all'Estero | Movimento Associativo Italiani all'Estero | Movimento Associativo Italiani all'Estero | N.D.                | N.D.                | 0                   | N.D.          | N.D.          | 0             | N.D.                | N.D.                | 0                   | 120.290 | 13,43  | 1      | 1            | ±0  |
|                   | Altre liste                               | Altre liste                               | Altre liste                               | 613.453             | 2,17                | 0                   | 610           | 0,90          | 0             | 48.442              | 8,85                | 0                   | 75.095  | 8,36   | 0      | 0            | –   |
| Totale            | Totale                                    | Totale                                    | Totale                                    | 30.617.545          | 100,00              | 301                 | 66.439        | 100,00        | 1             | 544.838             | 100,00              | 7                   | 895.159 | 100,00 | 6      | 315          | –   |

#### Italia (18 regioni)

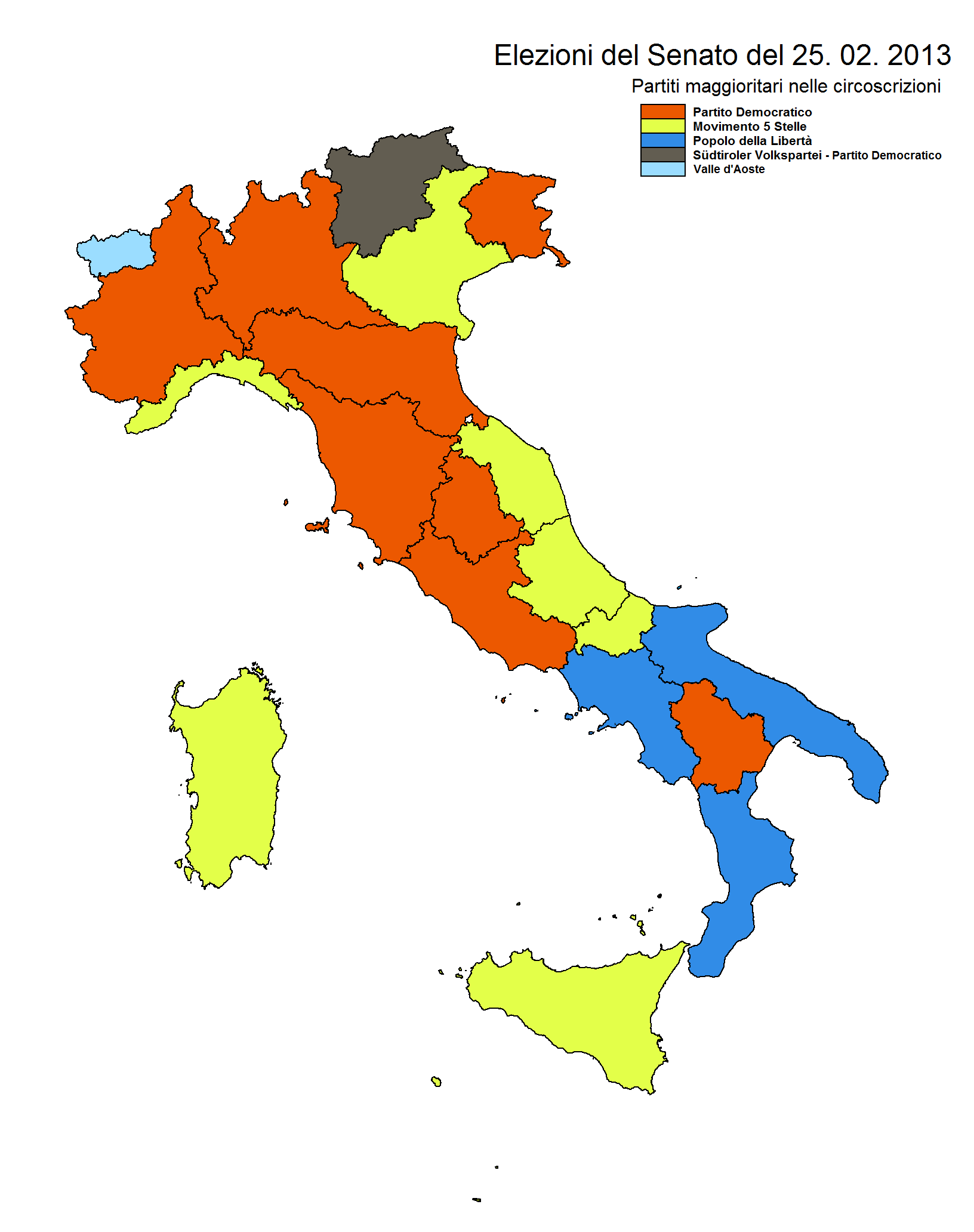
Partiti maggioritari nelle singole circoscrizioni elettorali

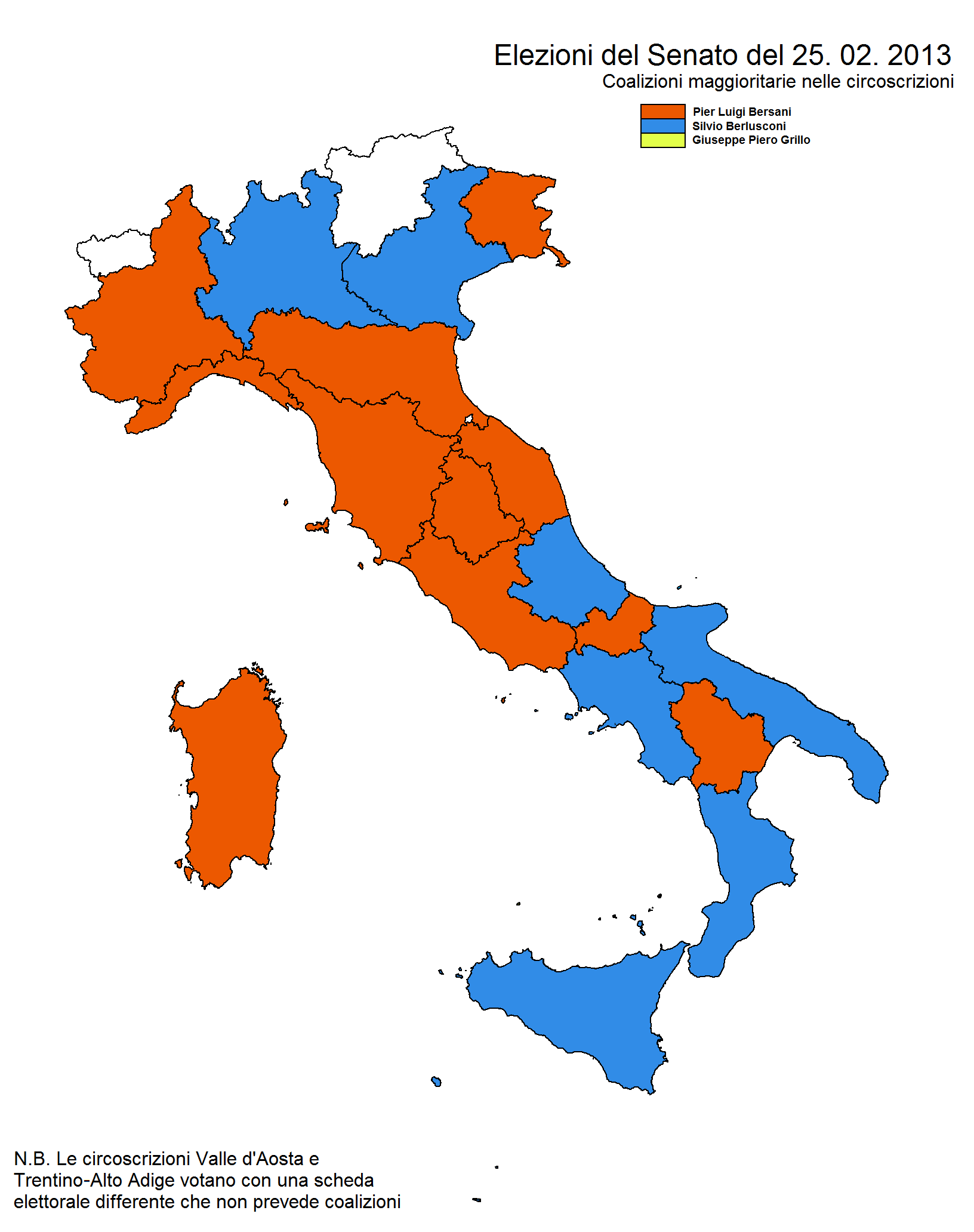
Coalizioni maggioritarie nelle singole circoscrizioni elettorali

|                   | Voti    | (%) sui votanti |
| ----------------- | ------- | --------------- |
| Schede bianche    | 369 301 | 1,16%           |
| Schede nulle      | 763 171 | 2,40%           |
| Schede contestate | 1 333   | 0,00%           |

| Leader                                              | Leader                | Lista  | Voti       | %       | Seggi   | Differenza (%) | / |
| --------------------------------------------------- | --------------------- | ------ | ---------- | ------- | ------- | -------------- | - |
|                                                     | Pier Luigi Bersani    |        |            |         |         |                |   |
| Partito Democratico (PD)                            | 8.400.161             | 27,43  | 105        | 5,63    | 11      |                |   |
| Sinistra Ecologia Libertà (SEL)                     | 912.308               | 2,97   | 7          | -       | -       |                |   |
| Centro Democratico (CD)                             | 163.375               | 0,53   | 0          | -       | -       |                |   |
| Il Megafono - Lista Crocetta                        | 138.581               | 0,45   | 1          | -       | -       |                |   |
| Partito Socialista Italiano (PSI)                   | 57.688                | 0,18   | 0          | 0,68    | Stabile |                |   |
| Moderati                                            | 14.358                | 0,04   | 0          | -       | -       |                |   |
| Totale coalizione                                   | 9 686 471             | 31,63  | 113        | 6,37    | 17      |                |   |
|                                                     | Silvio Berlusconi     |        |            |         |         |                |   |
| Il Popolo della Libertà (PdL)                       | 6.829.587             | 22,30  | 98         | 15,80   | 43      |                |   |
| Lega Nord-3L (LN-3L)                                | 1.328.555             | 4,33   | 17         | 3,67    | 8       |                |   |
| Fratelli d'Italia - Centrodestra Nazionale (FdI-CN) | 590.083               | 1,92   | 0          | -       | -       |                |   |
| La Destra (LD)                                      | 221.114               | 0,72   | 0          | 1,28    | Stabile |                |   |
| Partito Pensionati (PP)                             | 123.457               | 0,40   | 0          | -       | -       |                |   |
| Grande Sud (GS)                                     | 122.100               | 0,39   | 1          | -       | -       |                |   |
| Moderati in Rivoluzione (MIR)                       | 69.649                | 0,22   | 0          | -       | -       |                |   |
| Partito dei Siciliani - MPA (PdS-MPA)               | 48.618                | 0,15   | 0          | 0,90    | 2       |                |   |
| Altri di centro-destra                              | 72.731                | 0,23   | 0          | -       | -       |                |   |
| Totale coalizione                                   | 9.405.894             | 30,72  | 116        | 17,30   | 52      |                |   |
|                                                     | Beppe Grillo          |        |            |         |         |                |   |
| Movimento 5 Stelle (M5S)                            | 7.285.850             | 23,79  | 54         | -       | -       |                |   |
|                                                     | Mario Monti           |        |            |         |         |                |   |
| Con Monti per l'Italia (CMI)                        | 2.797.486             | 9,13   | 18         | -       | -       |                |   |
|                                                     | Antonio Ingroia       |        |            |         |         |                |   |
| Rivoluzione Civile (RC)                             | 549.995               | 1,79   | 0          | -       | -       |                |   |
|                                                     | Oscar Giannino        |        |            |         |         |                |   |
| Fare per Fermare il Declino (FFD)                   | 278.396               | 0,90   | 0          | -       | -       |                |   |
|                                                     | Marco Ferrando        |        |            |         |         |                |   |
| Partito Comunista dei Lavoratori (PCL)              | 113.930               | 0,37   | 0          | 0,18    | Stabile |                |   |
|                                                     | Roberto Fiore         |        |            |         |         |                |   |
| Forza Nuova (FN)                                    | 81.521                | 0,26   | 0          | Stabile | Stabile |                |   |
|                                                     | Marco Pannella        |        |            |         |         |                |   |
| Lista Amnistia Giustizia Libertà (AGL)              | 63.147                | 0,20   | 0          | -       | -       |                |   |
|                                                     | Luca Romagnoli        |        |            |         |         |                |   |
| Fiamma Tricolore (FT)                               | 52.105                | 0,17   | 0          | -       | -       |                |   |
|                                                     | Magdi Cristiano Allam |        |            |         |         |                |   |
| Io Amo l'Italia                                     | 40.781                | 0,13   | 0          | -       | -       |                |   |
|                                                     | Simone Di Stefano     |        |            |         |         |                |   |
| CasaPound Italia (CPI)                              | 40.538                | 0,13   | 0          | -       | -       |                |   |
|                                                     | Altri                 |        |            |         |         |                |   |
| Altre liste                                         | 221.431               | 0,91   | 0          | -       | -       |                |   |
| Totale                                              | Totale                | Totale | 30.617.545 | 100,00  | 301     |                |   |

#### Valle d'Aosta
|                   | Numero | (%) sui votanti |
| ----------------- | ------ | --------------- |
| Schede bianche    | 2 233  | 3,11%           |
| Schede nulle      | 3 038  | 4,23%           |
| Schede contestate | 9      | 0,01%           |

| Candidato | Candidato                | Lista                                                     | Voti   | %      | Seggi |
| --------- | ------------------------ | --------------------------------------------------------- | ------ | ------ | ----- |
|           | Albert Lanièce           | Vallée d'Aoste (UV-SA-FA)                                 | 24.609 | 37,03  | 1     |
|           | Patrizia Morelli         | Per la Valle d'Aosta - Autonomie Liberté Démocratie (ALD) | 20.430 | 30,75  | 0     |
|           | Stefano Ferrero          | Movimento 5 Stelle (M5S)                                  | 13.760 | 20,71  | 0     |
|           | Sandra Maria Cane        | Lega Nord-3L (LN-3L)                                      | 2.608  | 3,92   | 0     |
|           | Paolo Dalbard            | La Destra (LD)                                            | 2.014  | 3,03   | 0     |
|           | Luigi Bracci             | Unione di Centro (UdC)                                    | 1.594  | 2,39   | 0     |
|           | Enrico Martial           | Fare per Fermare il Declino (FFD)                         | 814    | 1,22   | 0     |
|           | Vilma Margaria           | CasaPound Italia (CPI)                                    | 424    | 0,63   | 0     |
|           | Giovanni Battista Mascia | Nation Val d'Outa (NVO)                                   | 186    | 0,27   | 0     |
| Totale    | Totale                   | Totale                                                    | 66.439 | 100,00 | 1     |

#### Trentino-Alto Adige
|                   | Numero | (%) sui votanti |
| ----------------- | ------ | --------------- |
| Schede bianche    | 15 184 | 2,63%           |
| Schede nulle      | 15 227 | 2,64%           |
| Schede contestate | 26     | 0,00%           |

| Lista  | Lista                                                 | Voti    | %      | Seggi |
| ------ | ----------------------------------------------------- | ------- | ------ | ----- |
|        | SVP - PATT - PD - UpT                                 | 127.656 | 23,43  | 3     |
|        | Südtiroler Volkspartei (SVP)                          | 97.141  | 17,82  | 2     |
|        | Il Popolo della Libertà - Lega Nord (PdL-LN)          | 85.298  | 15,65  | 1     |
|        | Movimento 5 Stelle (M5S)                              | 82.499  | 15,14  | 0     |
|        | Partito Democratico - Südtiroler Volkspartei (PD-SVP) | 47.623  | 8,74   | 1     |
|        | Die Freiheitlichen (DF)                               | 42.094  | 7,72   | 0     |
|        | Verdi-Grüne-Vërc (VGV)                                | 12.808  | 2,34   | 0     |
|        | Rivoluzione Civile (RC)                               | 11.262  | 2,06   | 0     |
|        | Partito Democratico (PD)                              | 8.797   | 1,61   | 0     |
|        | Fare per Fermare il Declino (FFD)                     | 8.796   | 1,61   | 0     |
|        | Con Monti per l'Italia (CMI)                          | 7.646   | 1,39   | 0     |
|        | L'Alto Adige nel Cuore (AAC)                          | 4.762   | 0,85   | 0     |
|        | Moderati in Rivoluzione (MIR)                         | 3.414   | 0,62   | 0     |
|        | Fratelli d'Italia - Centrodestra Nazionale (FdI-CN)   | 2.365   | 0,43   | 0     |
|        | La Destra (LD)                                        | 1.181   | 0,21   | 0     |
|        | CasaPound Italia (CPI)                                | 1.160   | 0,21   | 0     |
|        | Partito per Tutti (PpT)                               | 426     | 0,07   | 0     |
| Totale | Totale                                                | 544.838 | 100,00 | 7     |

#### Estero
|                   | Numero | (%) sui votanti |
| ----------------- | ------ | --------------- |
| Schede bianche    | 15 614 | 1,54%           |
| Schede nulle      | 98 665 | 9,76%           |
| Schede contestate | 483    | 0,04%           |

| Lista  | Lista                                            | Voti    | Voti (%) | Seggi |
| ------ | ------------------------------------------------ | ------- | -------- | ----- |
|        | Partito Democratico (PD)                         | 274.732 | 30,69    | 4     |
|        | Con Monti per l'Italia (CMI)                     | 177.402 | 19,81    | 1     |
|        | Il Popolo della Libertà (PdL)                    | 136.052 | 15,19    | 0     |
|        | Movimento Associativo Italiani all'Estero (MAIE) | 120.290 | 13,43    | 1     |
|        | Movimento 5 Stelle (M5S)                         | 89.562  | 10,00    | 0     |
|        | Unione Sudamericana Emigrati Italiani (USEI)     | 38.223  | 4,26     | 0     |
|        | Italiani per la Libertà (IpL)                    | 15.260  | 1,70     | 0     |
|        | Rivoluzione Civile (RC)                          | 14.134  | 1,57     | 0     |
|        | Unione degli Italiani per il Sudamerica (UIS)    | 10.811  | 1,20     | 0     |
|        | Fare per Fermare il Declino (FFD)                | 7.892   | 0,88     | 0     |
|        | Partito Comunista (PC)                           | 7.578   | 0,84     | 0     |
|        | Insieme per gli Italiani (IpI)                   | 3.223   | 0,36     | 0     |
| Totale | Totale                                           | 895.159 | 100,00   | 6     |

#### Ripartizione dei seggi su base regionale
| Regione               | Seggi | Per coalizione | Per coalizione | Per coalizione | Per coalizione | Per coalizione | Per coalizione | Per coalizione | Per coalizione | Per coalizione | Per coalizione | Ripartizione tra liste | Ripartizione tra liste | Ripartizione tra liste | Ripartizione tra liste | Ripartizione tra liste |
| Regione               | Seggi | Seggi          | Seggi          | Seggi          | Seggi          | Seggi          | Percentuale    | Percentuale    | Percentuale    | Percentuale    | Percentuale    | Ripartizione tra liste | Ripartizione tra liste | Ripartizione tra liste | Ripartizione tra liste | Ripartizione tra liste |
| Regione               | Seggi | IBC            | CD             | Monti          | M5S            | Altri          | IBC            | CD             | CMI            | M5S            | Altri          | IBC                    | CD                     | CMI                    | M5S                    | Altri                  |
| --------------------- | ----- | -------------- | -------------- | -------------- | -------------- | -------------- | -------------- | -------------- | -------------- | -------------- | -------------- | ---------------------- | ---------------------- | ---------------------- | ---------------------- | ---------------------- |
| Piemonte              | 22    | 13             | 4              | 2              | 3              | 0              | 29,8           | 29,3           | 11,6           | 25,7           | 3,5            | PD 13                  | PdL 3 LN 1             | 2                      | 3                      | 0                      |
| Valle d'Aosta         | 1     | 0              | 0              | 0              | 0              | UV 1           | -              | 7,0            | 2,4            | 20,7           | 69,9           | 0                      | 0                      | 0                      | 0                      | UV 1                   |
| Lombardia             | 49    | 11             | 27             | 4              | 7              | 0              | 29,7           | 37,6           | 10,7           | 17,4           | 4,4            | PD 11                  | PdL 16 LN 11           | 4                      | 7                      | 0                      |
| Trentino-Alto Adige   | 7     | 6              | 1              | 0              | 0              | 0              | 50,6           | 16,3           | 1,4            | 15,1           | 13,7           | PD 4 SVP 2             | 1 LN                   | 0                      | 0                      | 0                      |
| Veneto                | 24    | 4              | 14             | 2              | 4              | 0              | 25,0           | 32,9           | 11,0           | 24,6           | 6,2            | PD 4                   | PdL 9 LN 5             | 2                      | 4                      | 0                      |
| Friuli-Venezia Giulia | 7     | 4              | 1              | 1              | 1              | 0              | 29,3           | 28,8           | 12,3           | 25,5           | 4,2            | PD 4                   | PdL 1                  | 1                      | 1                      | 0                      |
| Liguria               | 8     | 5              | 1              | 1              | 1              | 0              | 33,0           | 24,1           | 9,4            | 30,3           | 3,1            | PD 5                   | PdL 1                  | 1                      | 1                      | 0                      |
| Emilia-Romagna        | 22    | 13             | 4              | 1              | 4              | 0              | 42,1           | 21,3           | 8,9            | 23,1           | 4,5            | PD 13                  | PdL 4                  | 1                      | 4                      | 0                      |
| Toscana               | 18    | 10             | 3              | 1              | 4              | 0              | 43,5           | 21,3           | 8,1            | 22,7           | 4,4            | PD 9 SEL 1             | PdL 3                  | 1                      | 4                      | 0                      |
| Umbria                | 7     | 4              | 1              | 1              | 1              | 0              | 37,6           | 25,2           | 8,3            | 25,3           | 3,4            | PD 4                   | PdL 1                  | 1                      | 1                      | 0                      |
| Marche                | 8     | 5              | 1              | 1              | 1              | 0              | 33,2           | 22,2           | 10,0           | 30,3           | 4,2            | PD 5                   | PdL 1                  | 1                      | 1                      | 0                      |
| Lazio                 | 28    | 16             | 6              | 0              | 6              | 0              | 32,3           | 28,9           | 7,5            | 25,9           | 5,4            | PD 14 SEL 2            | PdL 6                  | 0                      | 6                      | 0                      |
| Abruzzo               | 7     | 1              | 4              | 0              | 2              | 0              | 28,1           | 29,6           | 7,5            | 28,4           | 6,4            | PD 1                   | PdL 4                  | 0                      | 2                      | 0                      |
| Molise                | 2     | 1              | 1              | 0              | 0              | 0              | 30,3           | 30,1           | 8,4            | 26,6           | 4,6            | PD 1                   | PdL 1                  | 0                      | 0                      | 0                      |
| Campania              | 29    | 6              | 16             | 2              | 5              | 0              | 29,0           | 37,4           | 8,2            | 20,7           | 4,6            | PD 5 SEL 1             | PdL 16                 | 2                      | 5                      | 0                      |
| Puglia                | 20    | 4              | 11             | 1              | 4              | 0              | 28,5           | 34,4           | 9,1            | 24,1           | 3,9            | PD 3 SEL 1             | PdL 11                 | 1                      | 4                      | 0                      |
| Basilicata            | 7     | 4              | 1              | 1              | 1              | 0              | 36,7           | 25,3           | 8,4            | 22,9           | 6,8            | PD 3 SEL 1             | PdL 1                  | 1                      | 1                      | 0                      |
| Calabria              | 10    | 2              | 6              | 0              | 2              | 0              | 31,7           | 33,3           | 7,6            | 22,2           | 5,2            | PD 2                   | PdL 5 GS 1             | 0                      | 2                      | -                      |
| Sicilia               | 25    | 5              | 14             | 0              | 6              | 0              | 27,3           | 33,4           | 5,9            | 29,5           | 3,9            | PD 4 LC 1              | PdL 14                 | 0                      | 6                      | 0                      |
| Sardegna              | 8     | 5              | 1              | 0              | 2              | 0              | 31,7           | 25,5           | 6,6            | 28,7           | 7,5            | PD 4 SEL 1             | PdL 1                  | 0                      | 2                      | 0                      |
| Esteri                | 6     | 4              | 0              | 1              | 0              | MAIE 1         | 30,69          | 15,2           | 19,8           | 10,0           | 26,0           | PD 4                   | 0                      | 1                      | 0                      | MAIE 1                 |
| Totale                | 315   | 123            | 117            | 19             | 54             | 2              | .              | .              | .              | .              | .              | 123                    | 117                    | 19                     | 54                     | 2                      |

## Affluenza

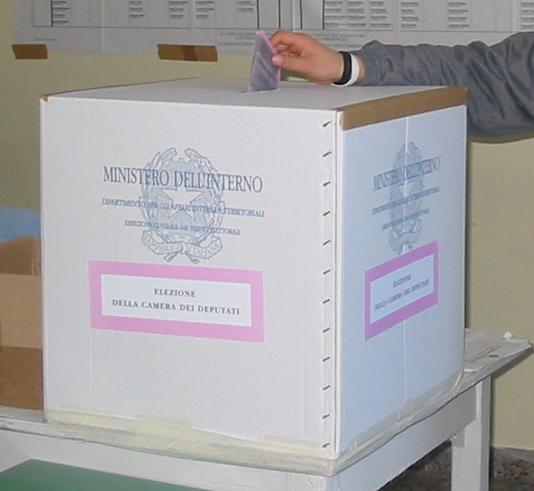
Urna per il voto alla Camera dei deputati

L'affluenza al voto registrata dal Ministero dell'interno, per la Camera dei deputati, è stata pari al 75,19% degli elettori aventi diritto al voto (elettori: 46 905 154 – votanti: 35 271 541), circa il 5% in meno rispetto alle elezioni politiche del 2008 che fu pari all'80,50%; dunque per la prima volta nella storia dell'Italia Repubblicana l'affluenza alle urne scende sotto la soglia dell'80%. Risultato simile anche per il Senato, con un'affluenza di 75,11% (elettori: 42 270 824 – votanti: 31 751 350) contro l'80,46% delle precedenti elezioni.

### Schede bianche e schede nulle
Alla Camera dei deputati le schede bianche sono state 395 286 (1,12% del totale) e le schede nulle 871 780 (2,47% del totale); 1 951 le schede contestate e non assegnate. Al Senato della Repubblica le schede bianche sono state 369 301 (1,16% del totale), le schede nulle 762 669 (2,40% del totale); le schede contestate e non assegnate 1 835.

## Analisi territoriale del voto
Confrontando il risultato elettorale del 2013 con quello precedente del 2008, emerse uno scenario politico completamente mutato. La nuova formazione politica del Movimento 5 Stelle di Beppe Grillo, alla sua prima esperienza elettorale nazionale, ottenne un boom di consensi alla Camera dei deputati con percentuali superiori al 30% in Liguria, Marche e Sicilia, conseguendo ottimi risultati anche in Abruzzo e Sardegna, dove sfiora il 30%.
Ottimi risultati per la coalizione di centro-sinistra Italia. Bene Comune di Pier Luigi Bersani in Trentino-Alto Adige e nelle cosiddette regioni rosse (Emilia-Romagna, Toscana e Umbria) con percentuali superiori al 40% alla Camera. Buoni risultati anche in Basilicata, Liguria e Marche, dove superò il 30% dei voti, e in Sardegna dove sfiorò il 30%.
La coalizione di centro-destra di Silvio Berlusconi ottenne ottimi risultati in Campania e Lombardia, dove superò il 35% dei consensi alla Camera. Buoni risultati anche in Calabria, Lazio, Puglia, Veneto e Sicilia dove superò il 30%, sfiorandolo in Abruzzo.
Con Monti per l'Italia, la coalizione di Mario Monti, ottenne ottimi risultati in Friuli-Venezia Giulia e in Trentino-Alto Adige, dove sfiorò il 13% dei consensi alla Camera, superando il 10% dei voti in Basilicata, Calabria e Campania.

## Distribuzione del voto
| Camera dei deputati, distribuzione del voto per comune | Camera dei deputati, distribuzione del voto per comune |
| ------------------------------------------------------ | ------------------------------------------------------ |
|                                                        |                                                        |
| Voto di lista                                          | Voto di lista/coalizione                               |

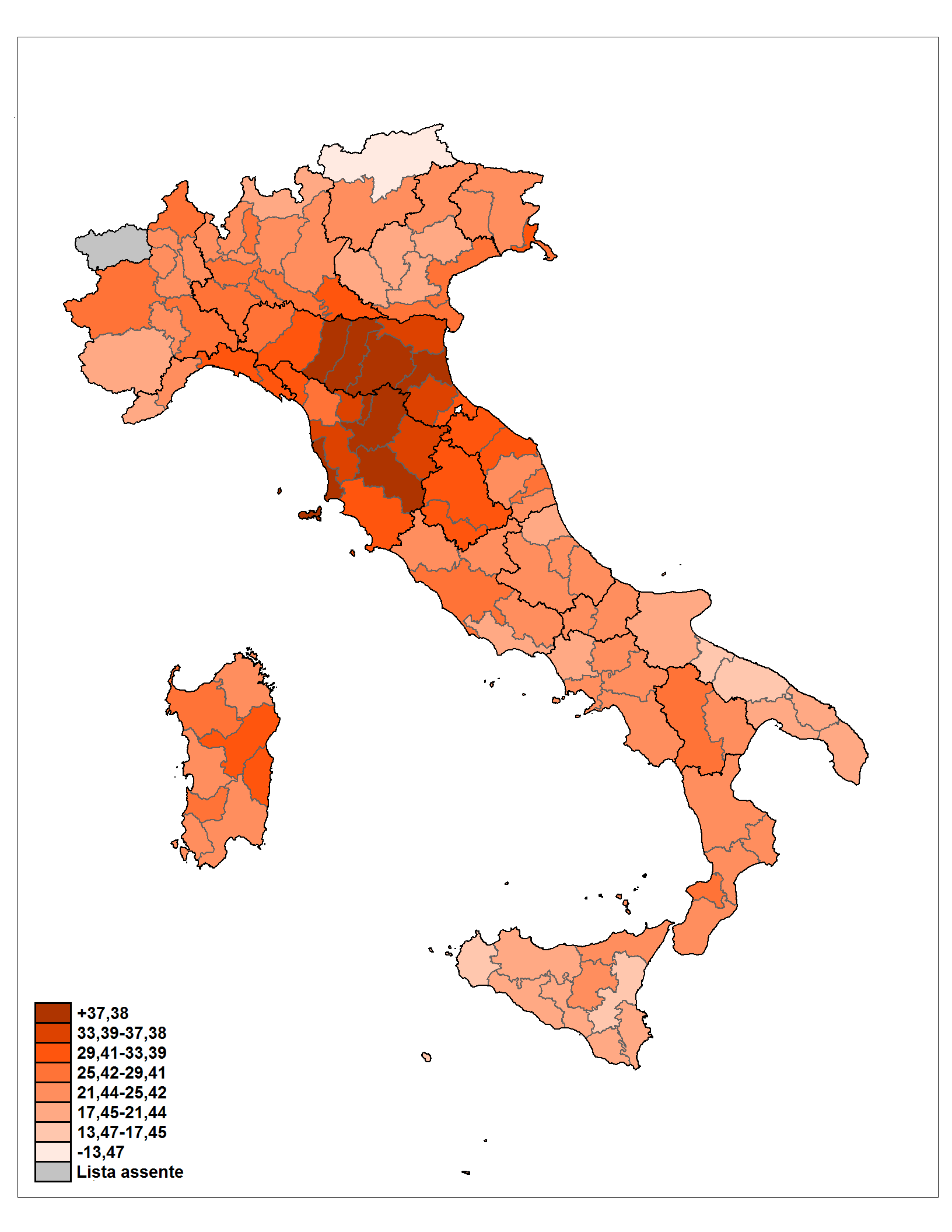
PD
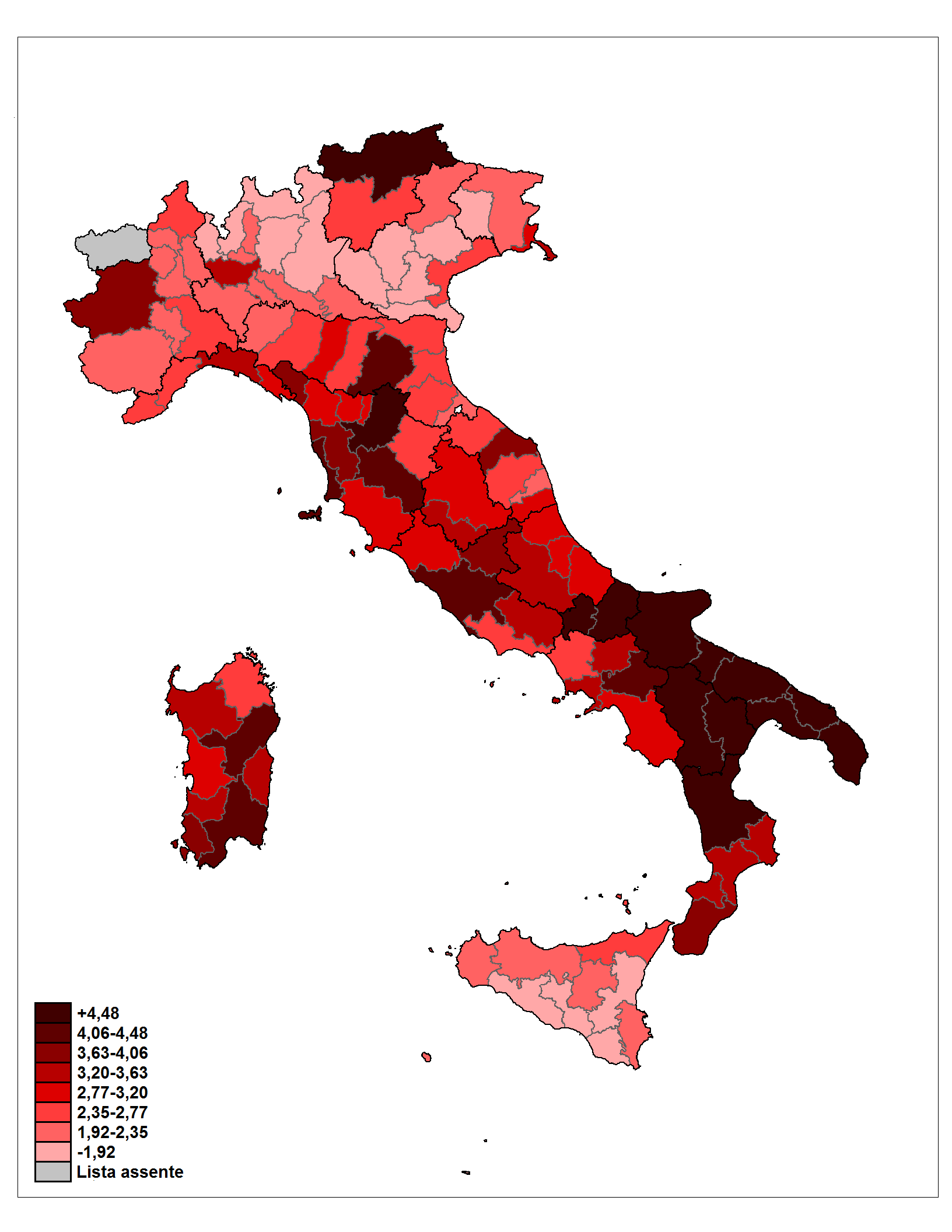
Sinistra Ecologia Libertà
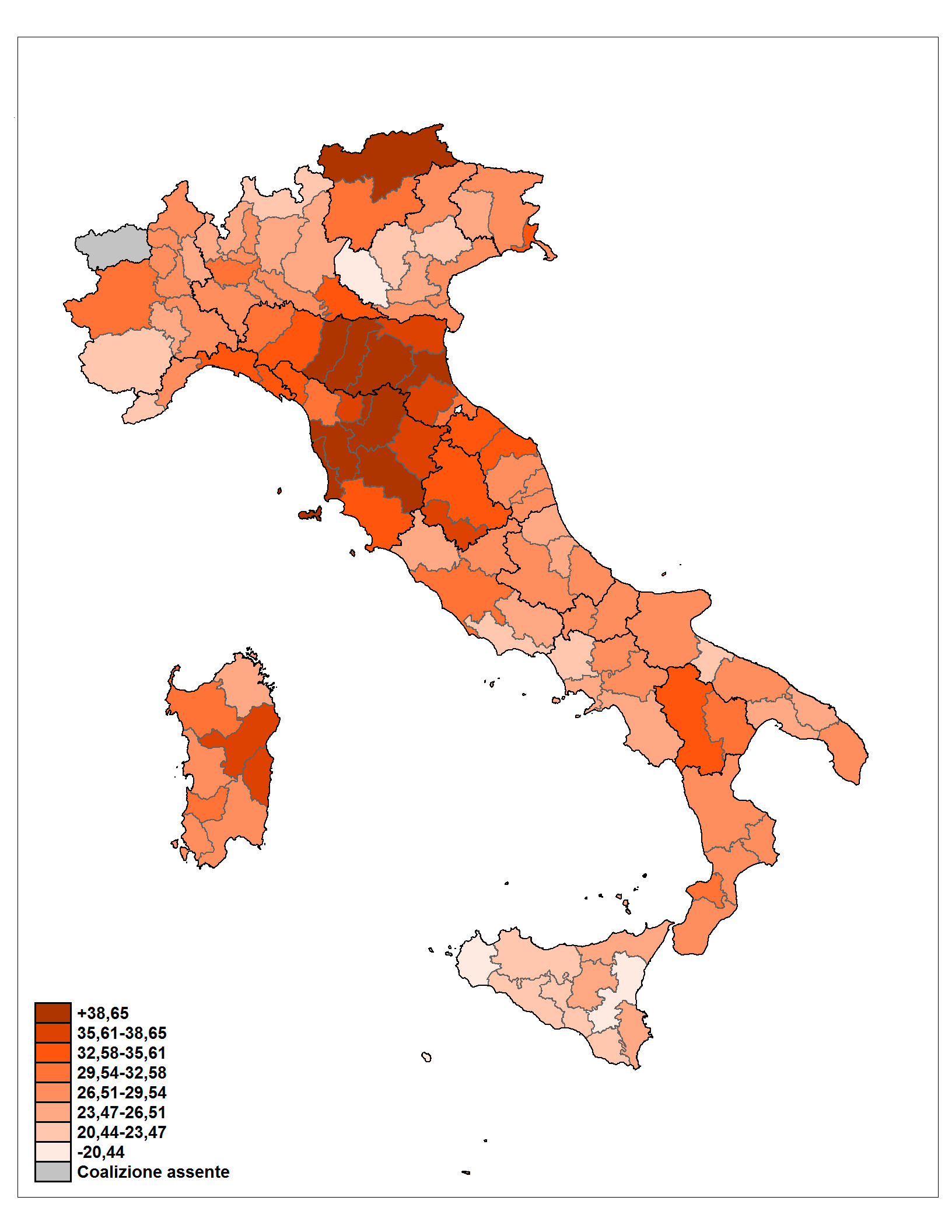
Coalizione di centro-sinistra
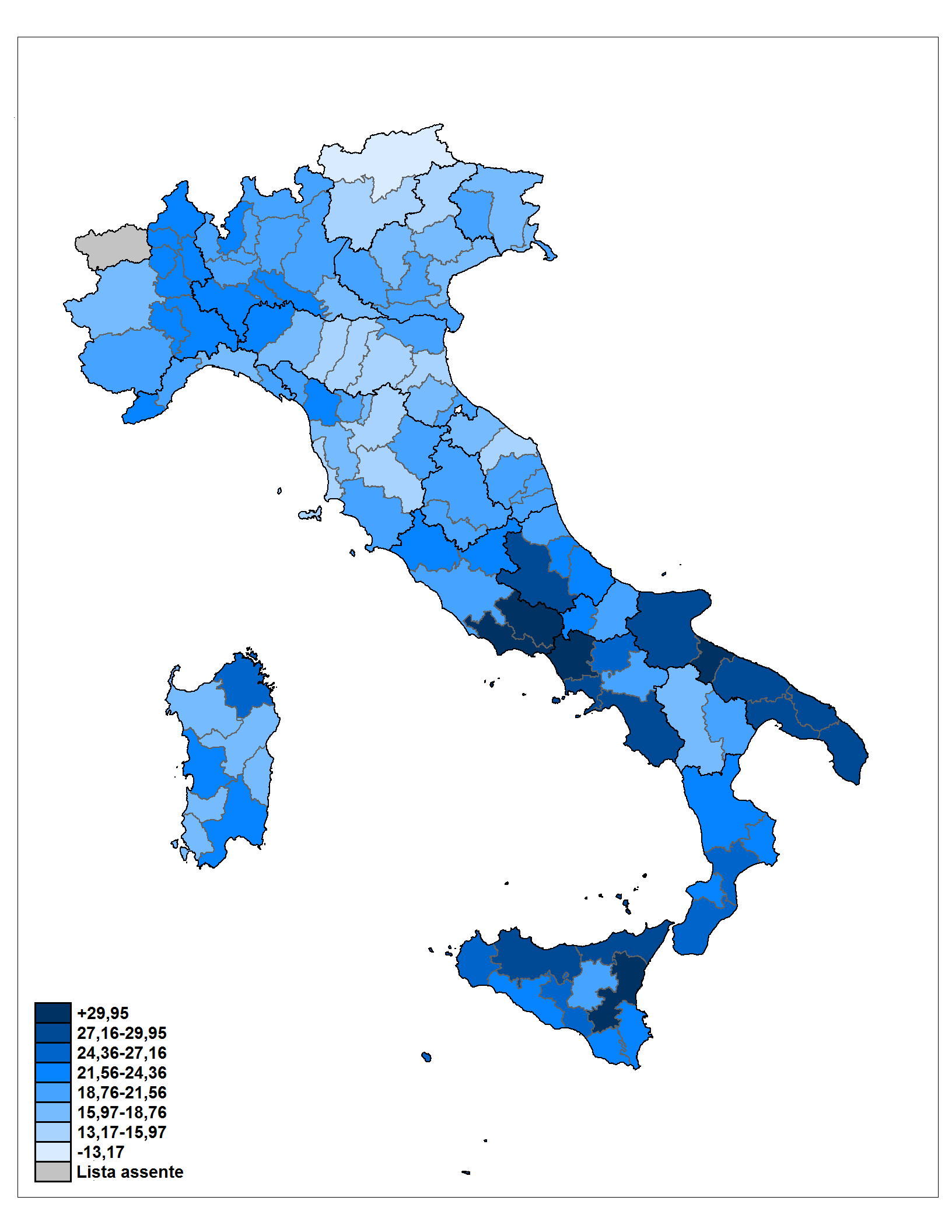
Il Popolo della Libertà
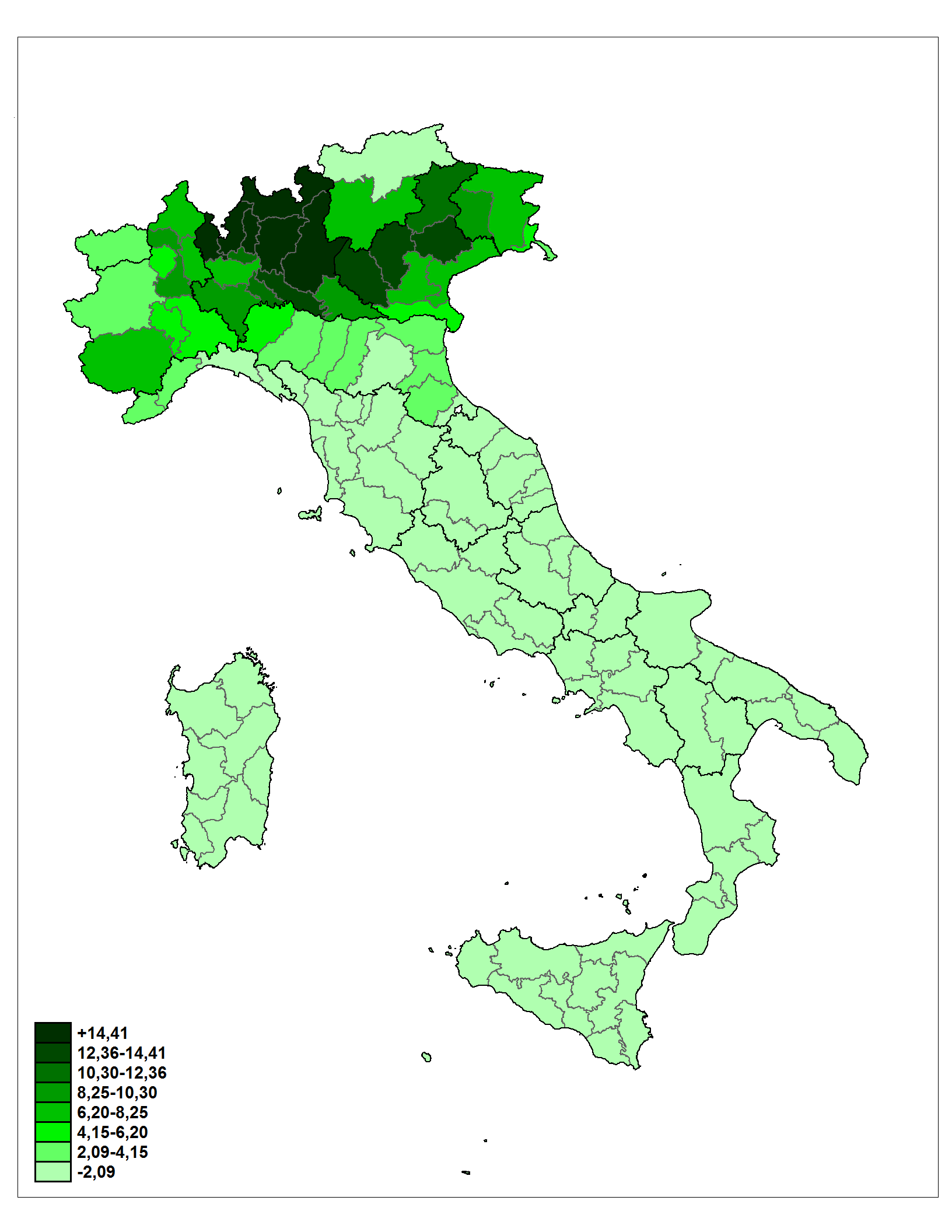
Lega Nord
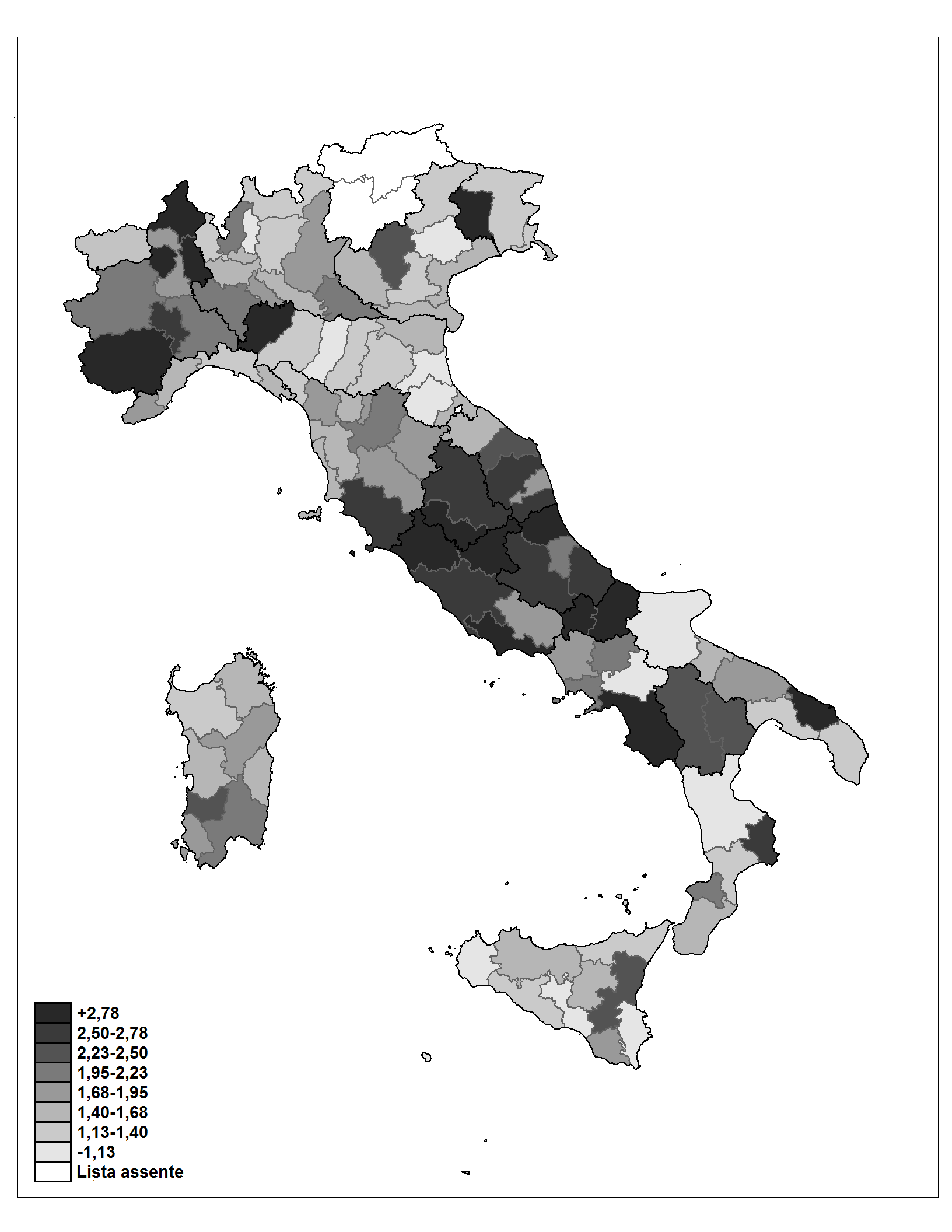
Fratelli d'Italia
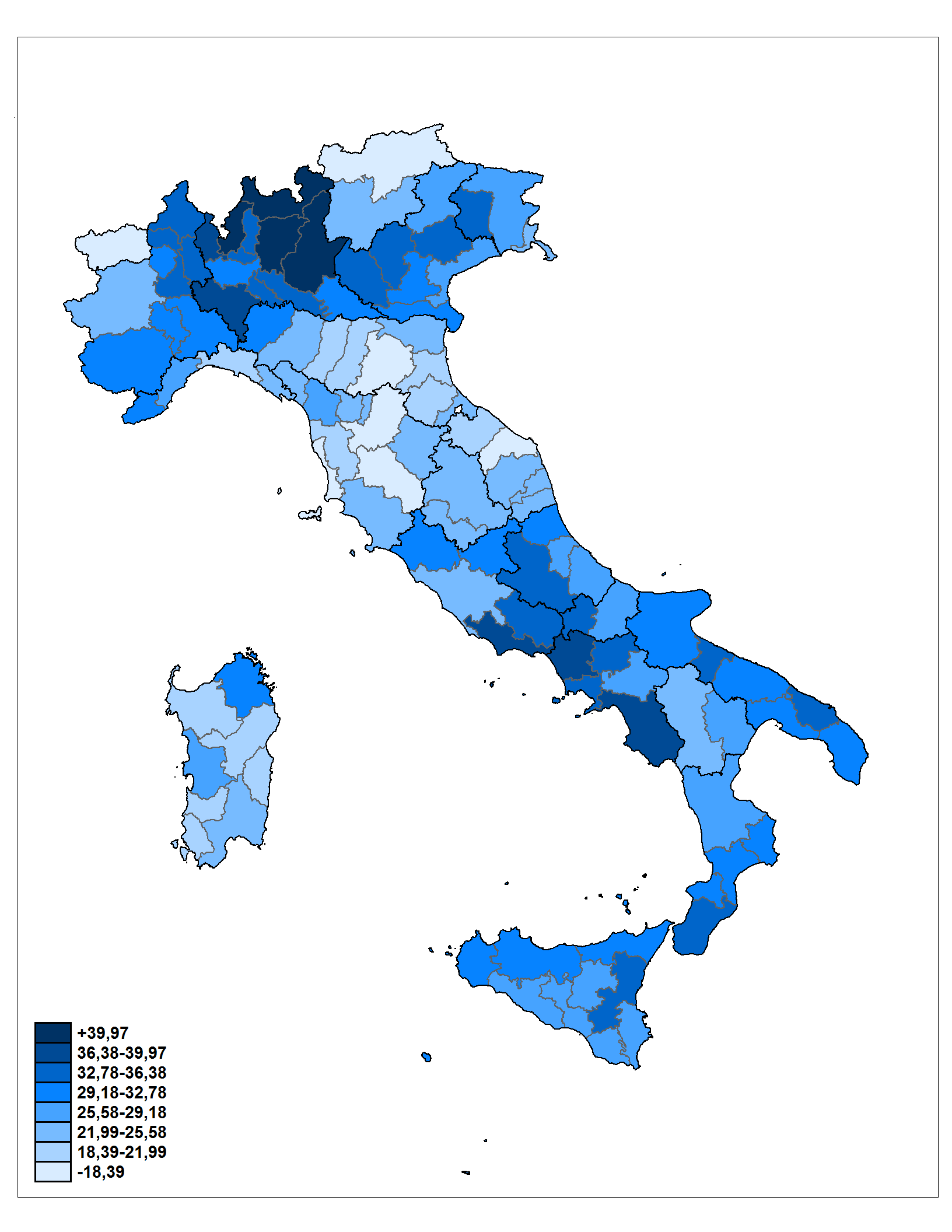
Coalizione di centro-destra
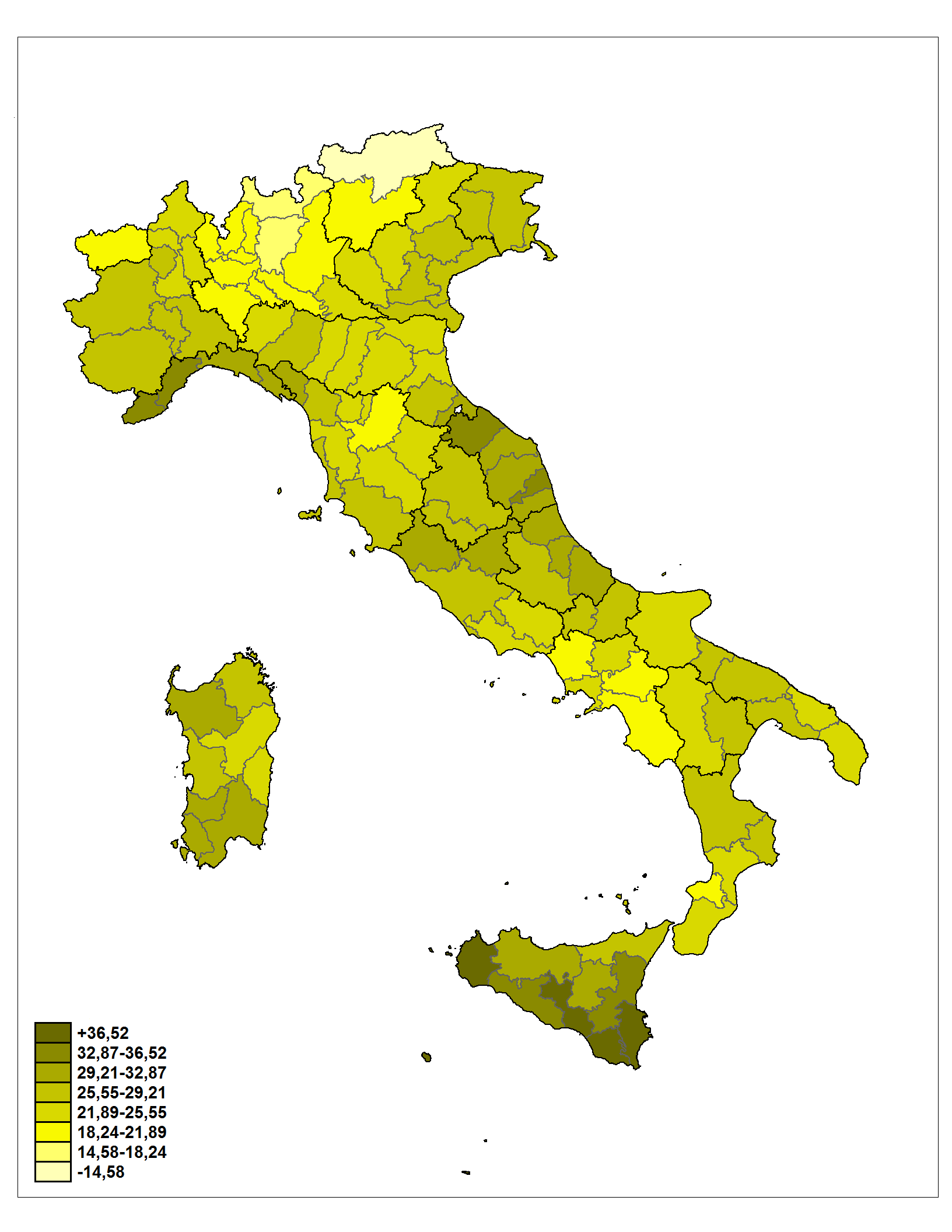
Movimento 5 Stelle
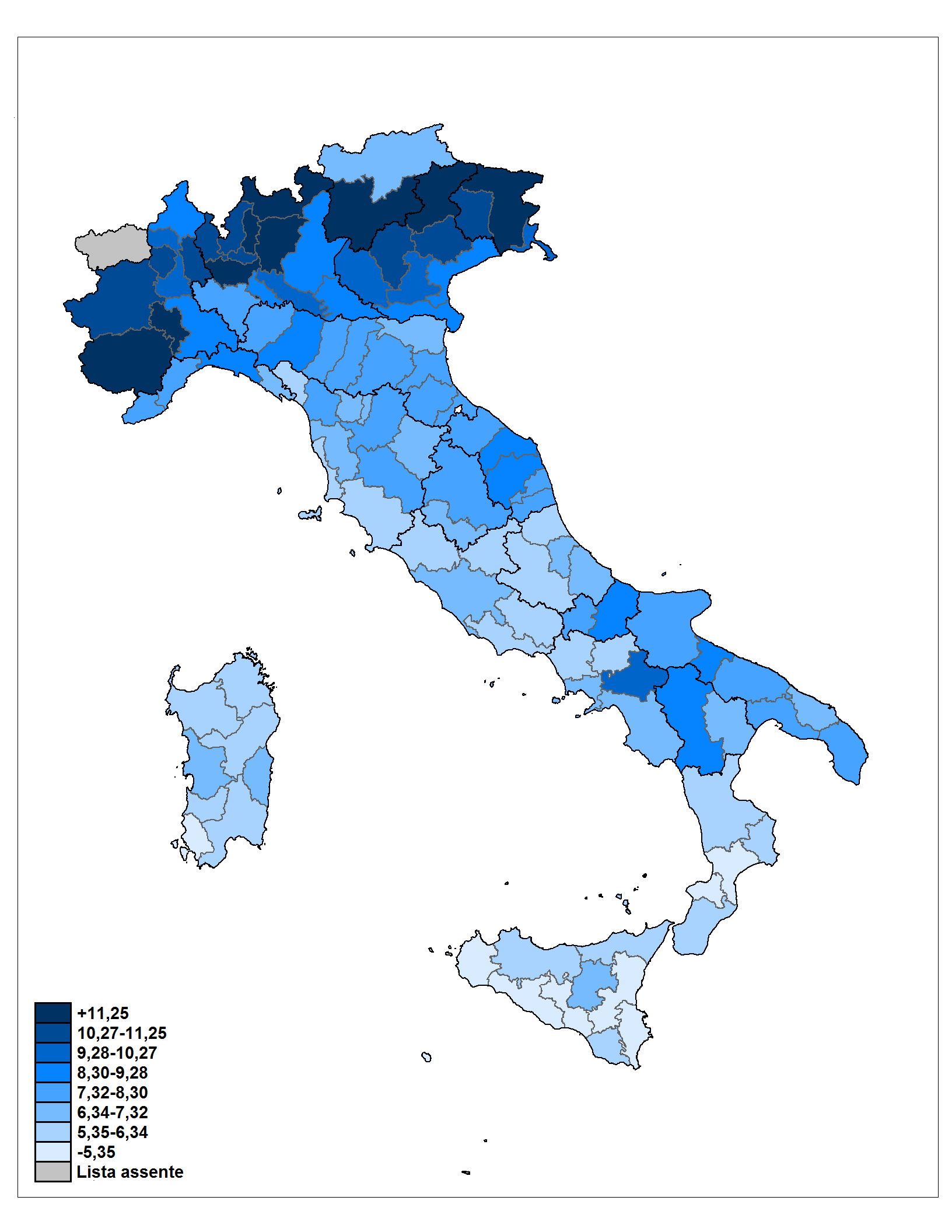
Scelta Civica
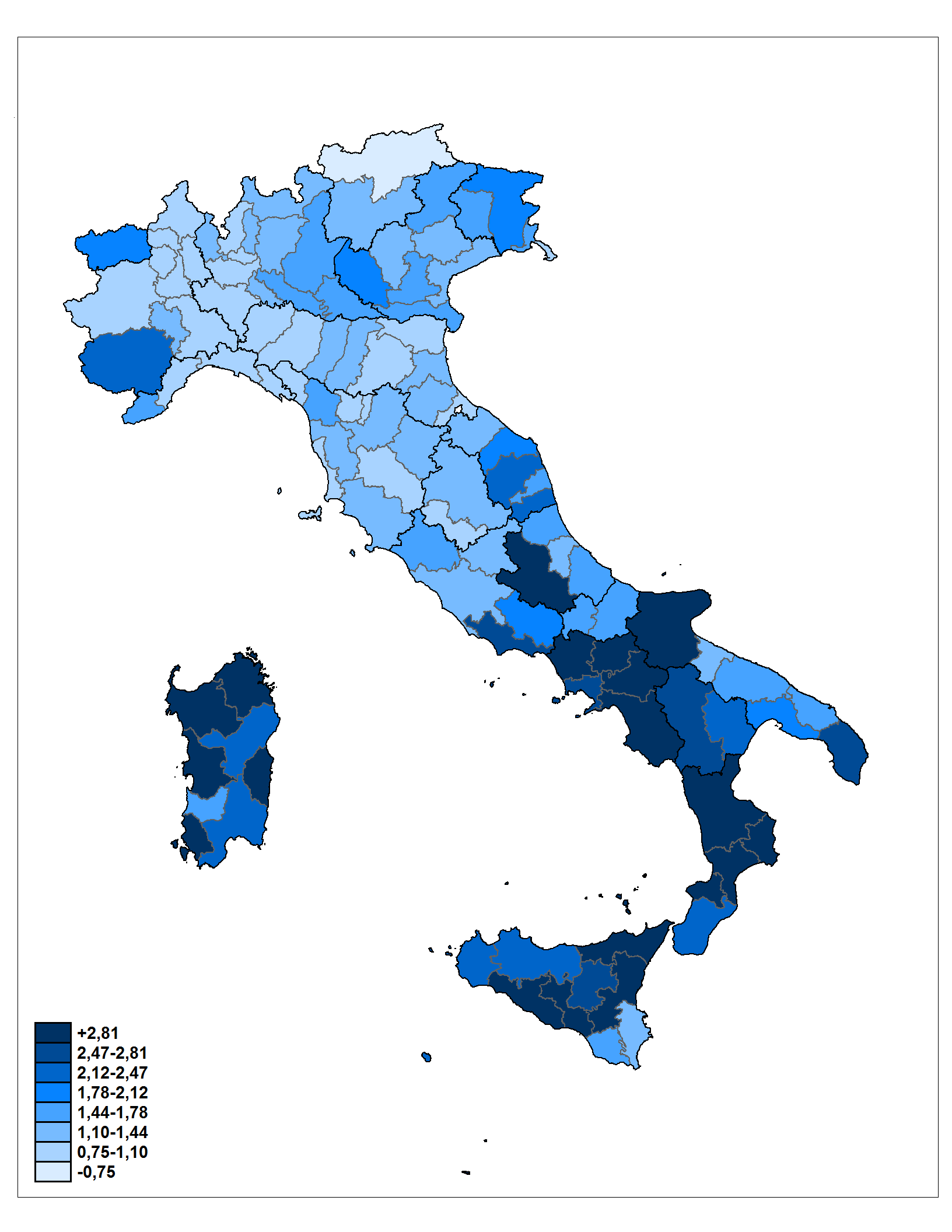
Unione di Centro
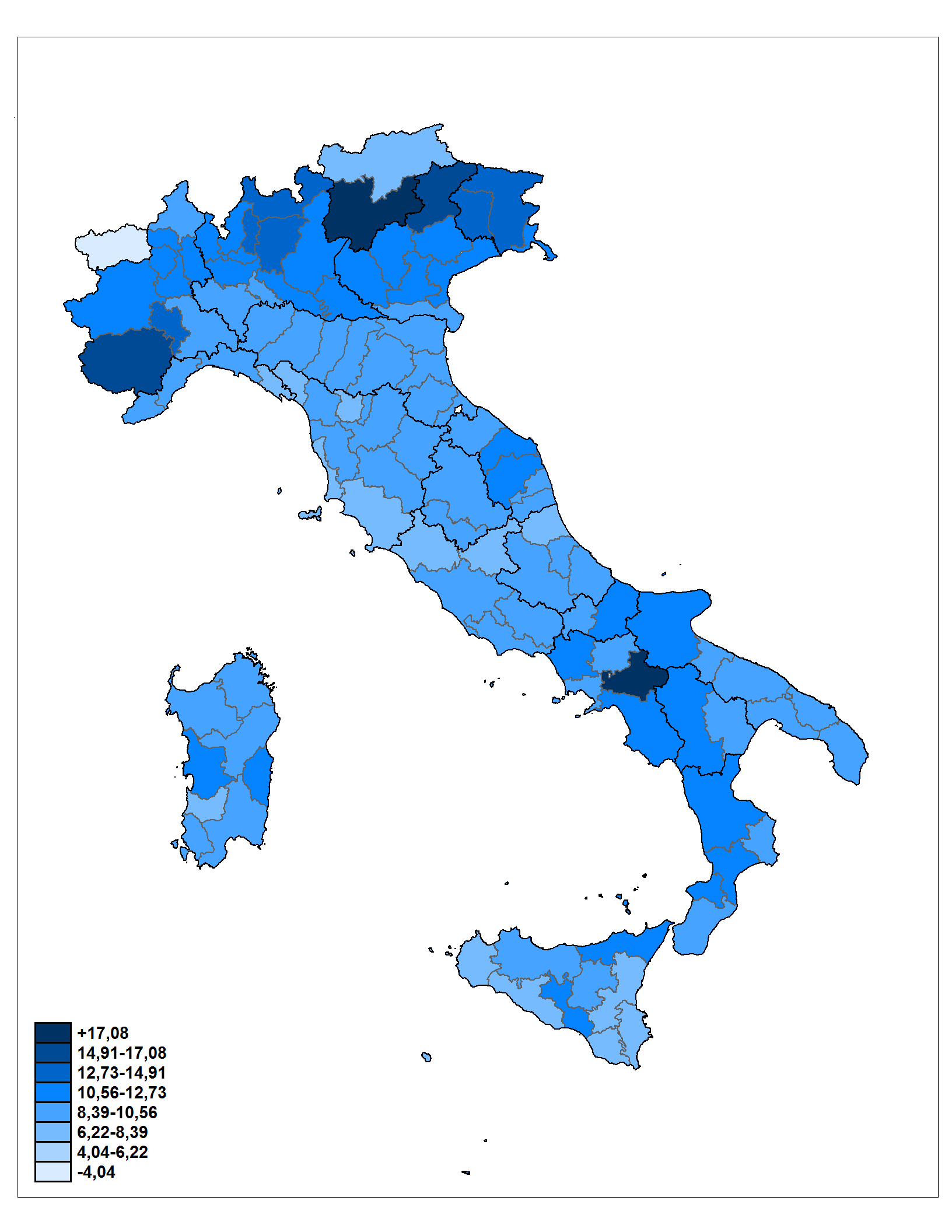
Coalizione di centro
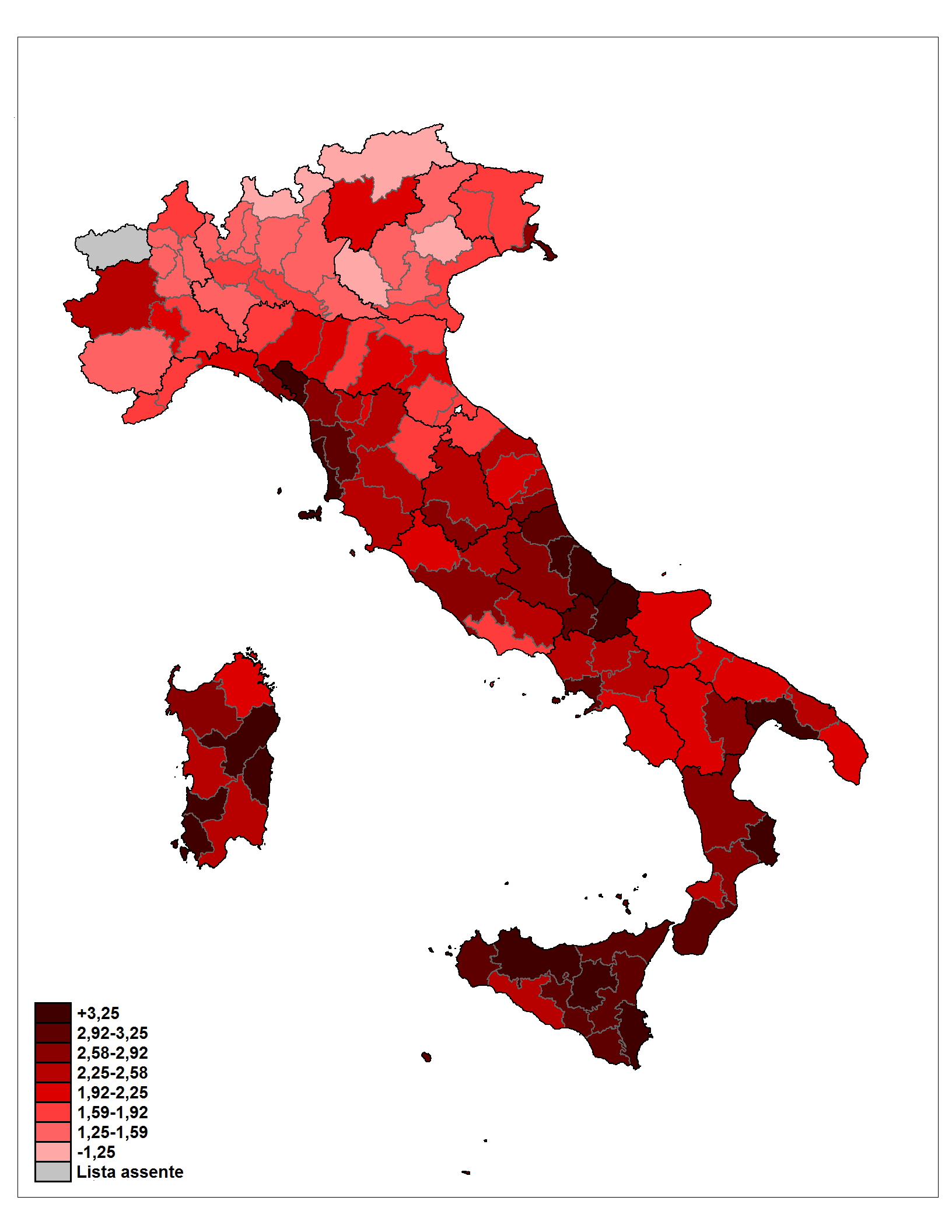
Rivoluzione Civile
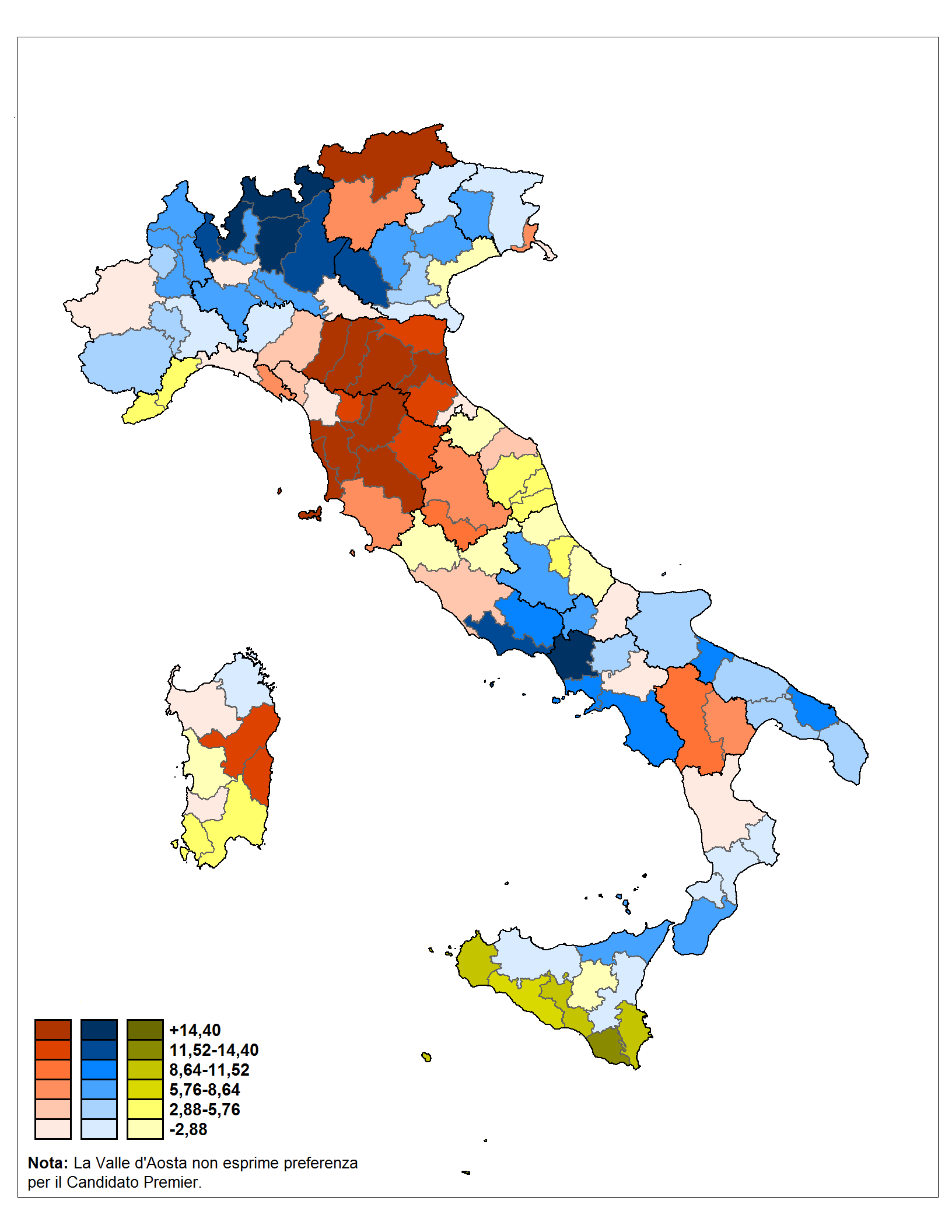
Distacco tra Bersani, Berlusconi e Grillo
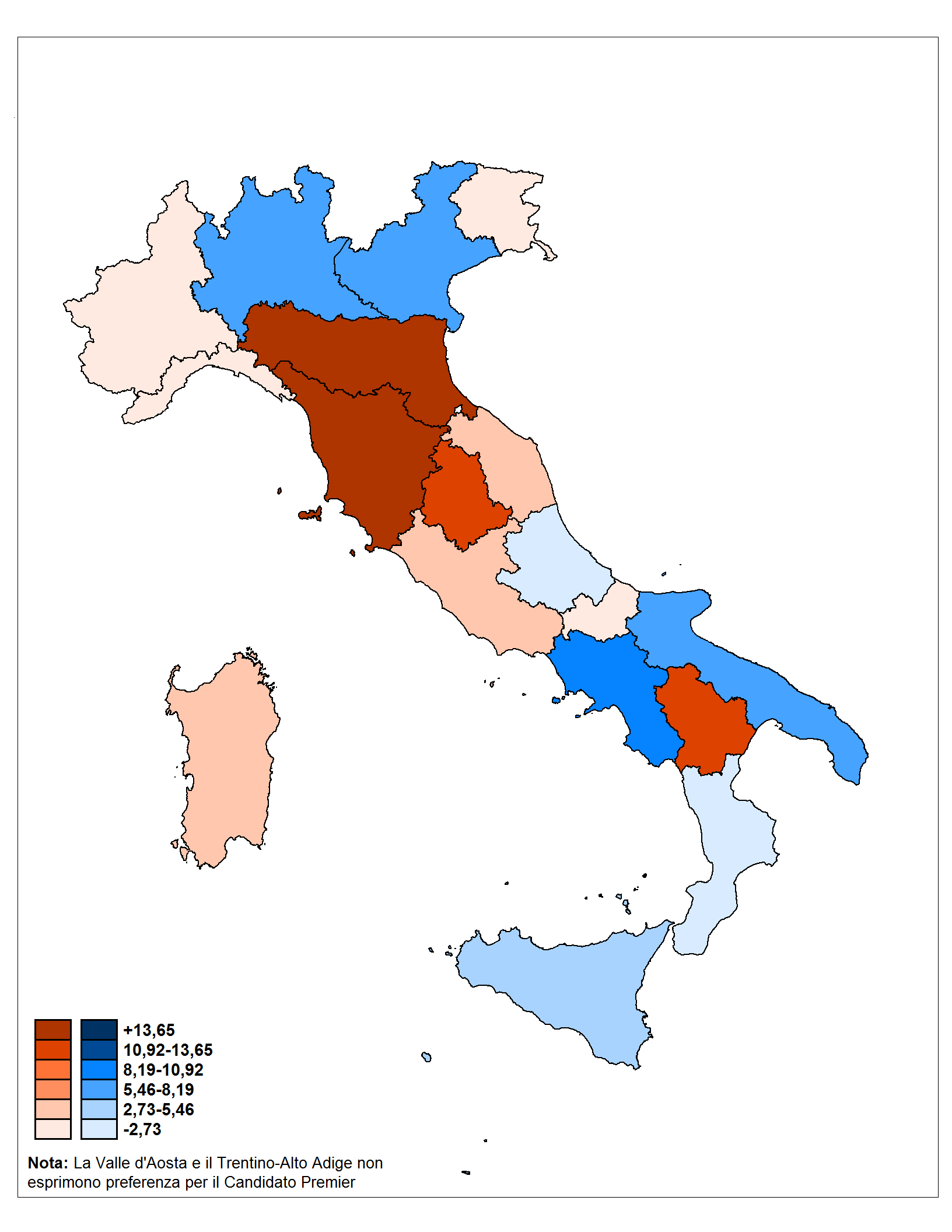
Distacco tra Bersani e Berlusconi al Senato

## Numeri e costi delle elezioni

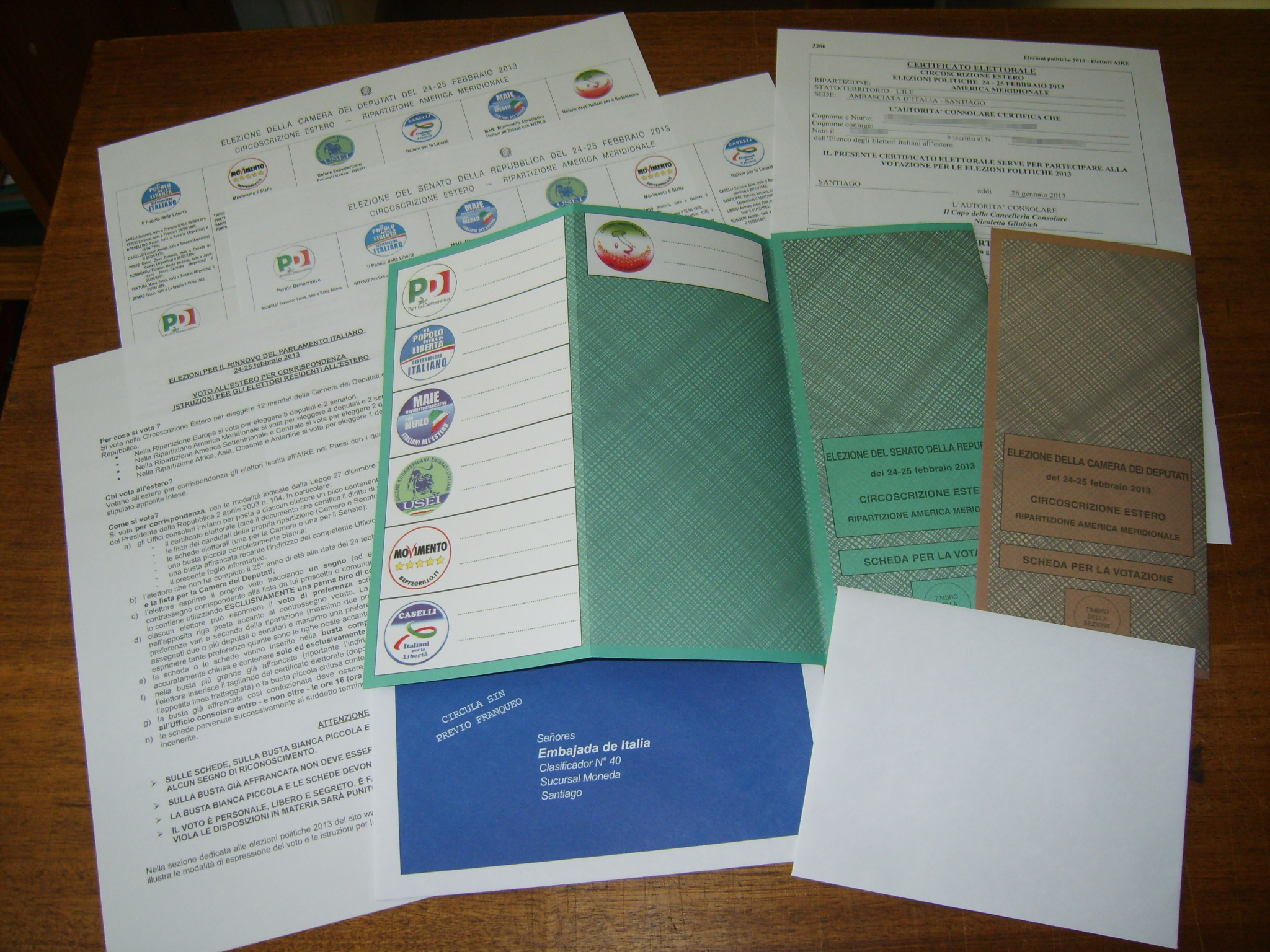
Plico elettorale inviato a un votante nella circoscrizione America Meridionale

Il costo delle elezioni politiche 2013 (comprese anche le regionali e le amministrative del maggio 2013) è pari a 389,50 milioni di euro, provenienti dal ministero dell'interno (315), dal ministero degli esteri (33,1), dal ministero dell'economia e delle finanze (28) e dal ministero della giustizia (13,4).
Il ministero dell'interno eroga 73 milioni per le esigenze di ordine pubblico (21 154 poliziotti, 21 154 carabinieri, 11 526 finanzieri, 3 268 forestali, 300 poliziotti penitenziari, 3 638 poliziotti locali, 585 poliziotti provinciali), 223,15 milioni di euro copriranno le spese per i seggi elettorali, compresi i compensi per presidenti, segretari e scrutatori (anticipati dai comuni), 9,80 milioni per le facilitazioni di viaggio per gli elettori che tornano nei comuni di residenza, 2,13 per il sistema informatico e di telecomunicazioni, 1,92 per il personale e la logistica e 5 milioni per la struttura per le politiche sul personale del Ministero dell'interno. 369 582 componenti di seggio si occuperanno delle operazioni elettorali in 61 597 seggi.
Negli ospedali e case di cura con almeno 200 posti letto sono state istituite 595 sezioni. In quelli con posti letto tra 100 e 199, nonché presso le carceri sono stati istituiti 1 620 seggi speciali. Presso le case di cura con meno di 100 posti letto sono stati istituiti 3 290 seggi volanti.

## Conseguenze del voto
I risultati elettorali consegnarono alle aule parlamentari una composizione di eletti che non vede nessuna delle coalizioni ottenere una vittoria, determinando un risultato senza precedenti nella storia delle elezioni politiche italiane.
Alla Camera dei deputati, Italia. Bene Comune, la coalizione di centro-sinistra guidata da Pier Luigi Bersani, ottenne 10 049 393 di voti, pari al 29,55% dei suffragi. In virtù della legge elettorale allora vigente, la Legge Calderoli, la coalizione godette di un premio di maggioranza (345 seggi su 630, il 55%), grazie a uno scarto di poco più dello 0,30% del totale dei voti rispetto alla coalizione di centro-destra guidata da Silvio Berlusconi (che si aggiudicò alla Camera 126 seggi su 630, ovvero il 20%, a fronte del 29,2% dei suffragi riscossi). Al Senato, invece, nessuna delle coalizioni raggiunse la maggioranza assoluta di 158 seggi: Italia. Bene Comune pur avendo ricevuto più voti complessivi rispetto alle altre coalizioni ottenne 113 seggi, Il Popolo della Libertà 117, il Movimento 5 Stelle 54 e Con Monti per l'Italia 19.
Questo risultato era inatteso, in quanto le prime proiezioni dopo l'inizio dello scrutinio ed i sondaggi pre-elettorali avevano erroneamente previsto che Italia. Bene Comune riuscisse ad ottenere la maggioranza in entrambi i rami del Parlamento. Nei giorni e nelle settimane successive alle elezioni si creò una situazione perdurante di stallo politico; si ebbe prima l'inedita convocazione di un gruppo di personalità, giornalisticamente definiti "Dieci saggi", da parte del Presidente della Repubblica Giorgio Napolitano per cercare una soluzione condivisa fra le forze politiche, quindi la rielezione di Napolitano stesso a presidente della Repubblica.
Lo stallo politico si risolse solamente due mesi dopo le elezioni, il 28 aprile, con la formazione del governo Letta: la carica di Presidente del Consiglio fu affidata ad Enrico Letta, vicesegretario del Partito Democratico. Il governo Letta si configurava come il primo esecutivo di grande coalizione della storia della Repubblica Italiana, in quanto comprendeva esponenti delle due principali coalizioni che si contrapponevano prima delle elezioni. In particolare, la stessa carica di vicepresidente del Consiglio fu affidata al segretario politico del Popolo della Libertà, Angelino Alfano.
Lo scenario politico che si formò fu ben diverso dalla consultazione di 5 anni prima, in cui il bipolarismo era parso rafforzarsi con i due principali partiti che correvano alleati a una sola lista minore in tutte le circoscrizioni, le quali ottennero più del 90% degli scranni in entrambe le camere. Queste elezioni videro invece tre poli quasi alla pari, con i primi due ancora leggermente avanti ma con molte liste al loro interno, creando sostanzialmente un tripolarismo con un quarto polo centrista che riuscì inoltre a raggiungere la doppia cifra. Ciò portò i partiti della futura alleanza del governo Letta (PD e PdL in particolare, che detenevano da soli i due terzi dei seggi necessari a modificare la Costituzione) ad avviare un profondo rinnovamento dell'ordinamento giuridico dello Stato, che, affiancato da una nuova legge elettorale, nei programmi dell'alleanza esecutiva aveva come obiettivo quello di evitare che si verificassero in futuro situazioni di ingovernabilità mediante un'ampia riforma costituzionale. Le opposizioni che alle elezioni hanno corso nella coalizione di centro-destra, quali Lega Nord e Fratelli d'Italia, votarono in seguito assieme al governo l'istituzione di un comitato bicamerale finalizzato a riscrivere parte del testo, mentre forti critiche arrivarono in particolare dal Movimento 5 Stelle e ambienti di sinistra parlamentari (Sinistra Ecologia Libertà, alleata del Partito Democratico alle elezioni) ed extraparlamentari (Rifondazione Comunista in particolare).
La nuova legislatura, infine, rispetto a tutte quelle che la avevano preceduta, si segnalava per l'età media dei parlamentari più bassa e per il maggior numero di donne presenti in Parlamento. Infatti la percentuale complessiva di donne era del 31 per cento (32 per cento alla Camera e 30 per cento al Senato) e l'età media complessiva era di 48 anni (45 alla Camera e 53 al Senato).
Appena insediatosi, il premier Enrico Letta emanò un decreto in cui furono aboliti i doppi stipendi per i ministri già parlamentari e in cui fu decisa l'eliminazione della rata di giugno dell'IMU (introdotta nel 2011 dal governo tecnico guidato da Mario Monti). Lo stesso premier si impegnò per una soluzione entro il 1º settembre sul superamento della seconda rata IMU di dicembre.